# Iconografía de la Trinidad

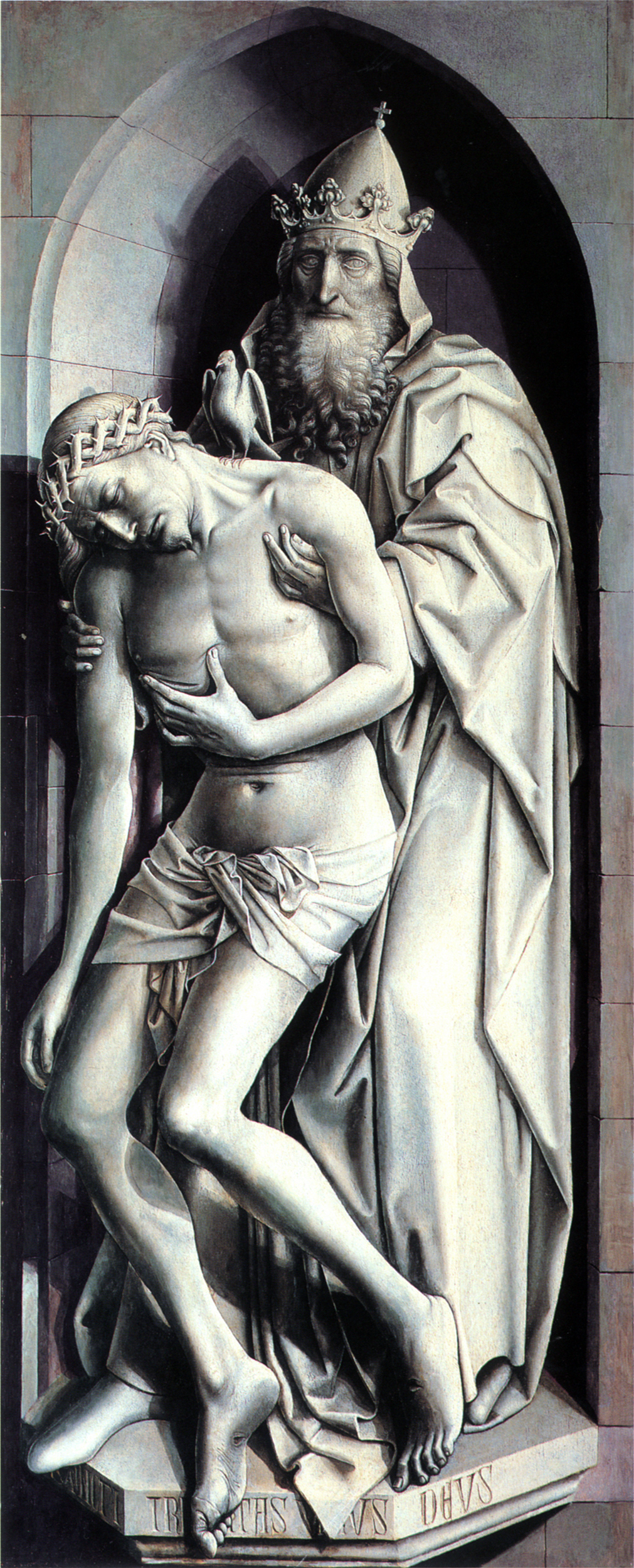
Trinidad, de Roberto Campin, una de las tablas de Flémalle, 1430-1432.

La iconografía de la Trinidad es una parte muy importante del arte cristiano. Representa artísticamente el dogma de la Santísima Trinidad, de modo que los fieles accedan a una imagen de Dios como "uno y trino", idea que a lo largo de la historia del cristianismo ha dado lugar a numerosas controversias, con repercusiones en su forma de representación.
El propósito de representar visualmente la Trinidad se manifestó precozmente en el arte paleocristiano; las Epístolas de Paulino de Nola (antes de 431) recogen que en la basílica de San Félix de Nola había una representación pictórica por medio de tres figuras simbólicas, en una iconografía que ha perdurado:
- Dios Padre se representa por medio de una mano que aparece desde el cielo (Manus Dei -"mano de Dios"-, propiamente la mano derecha -Dextera Domini-).
- Dios Hijo se representa en la forma de Agnus Dei ("cordero de Dios", según la fórmula derivada de las palabras de San Juan Bautista en Juan 1:29 y Juan 1:36.[1]
- El Espíritu Santo se representa en la forma de una paloma, según la fórmula derivada de la descripción del Bautismo de Cristo en Mateo 3:16.[2]

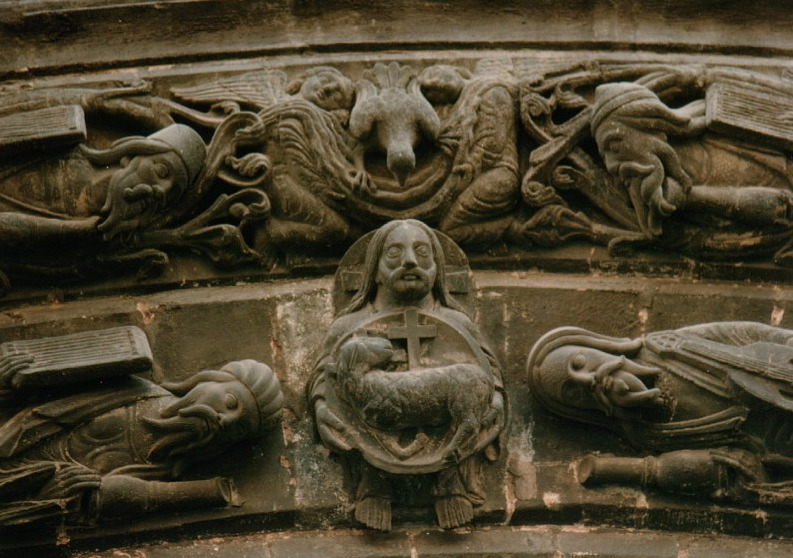
Pórtico occidental de la Basílica de Saint-Denis.

## Representación abstracta

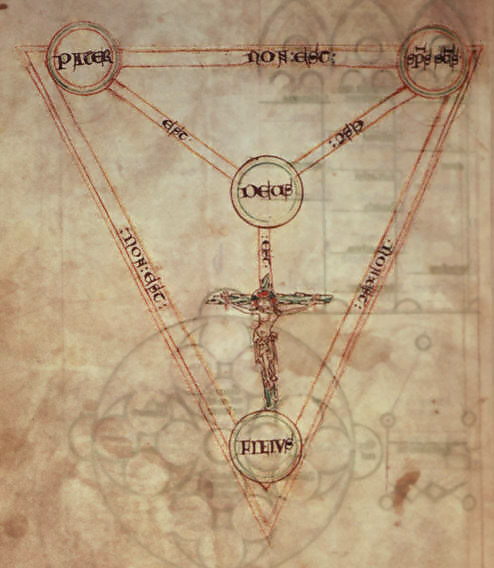
Manuscrito Cotton Faustina, ca. 1210, que contiene la representación más antigua conocida del "escudo de la Trinidad" o "de la fe" (Scutum Fidei) como ilustración a la Compendium Historiae in Genealogia Christi, de Pedro de Poitiers (Petrus Pictaviensis).

Según se iban dando los debates en torno al dogma trinitario, las representaciones se hicieron menos frecuentes y asumieron formas más abstractas, reducidas a figuras geométricas. Así se hace en un mosaico del siglo V o VI del baptisterio de Albenga. Se usaron el triángulo equilátero (que, con la inclusión de un ojo, da la iconografía del ojo de la providencia), tres círculos entrelazados y algunas otras figuras. Entre los manuscritos que conservan tales representaciones hay un sello compuesto de tres anillos (nudo borromeo) del siglo XIII. Se dice que San Patricio utilizó el trébol para simbolizar la Trinidad durante sus predicaciones en Irlanda El trifolium y la cruz de trébol se utilizaron como símbolos cristianos.

Scutum Fidei.
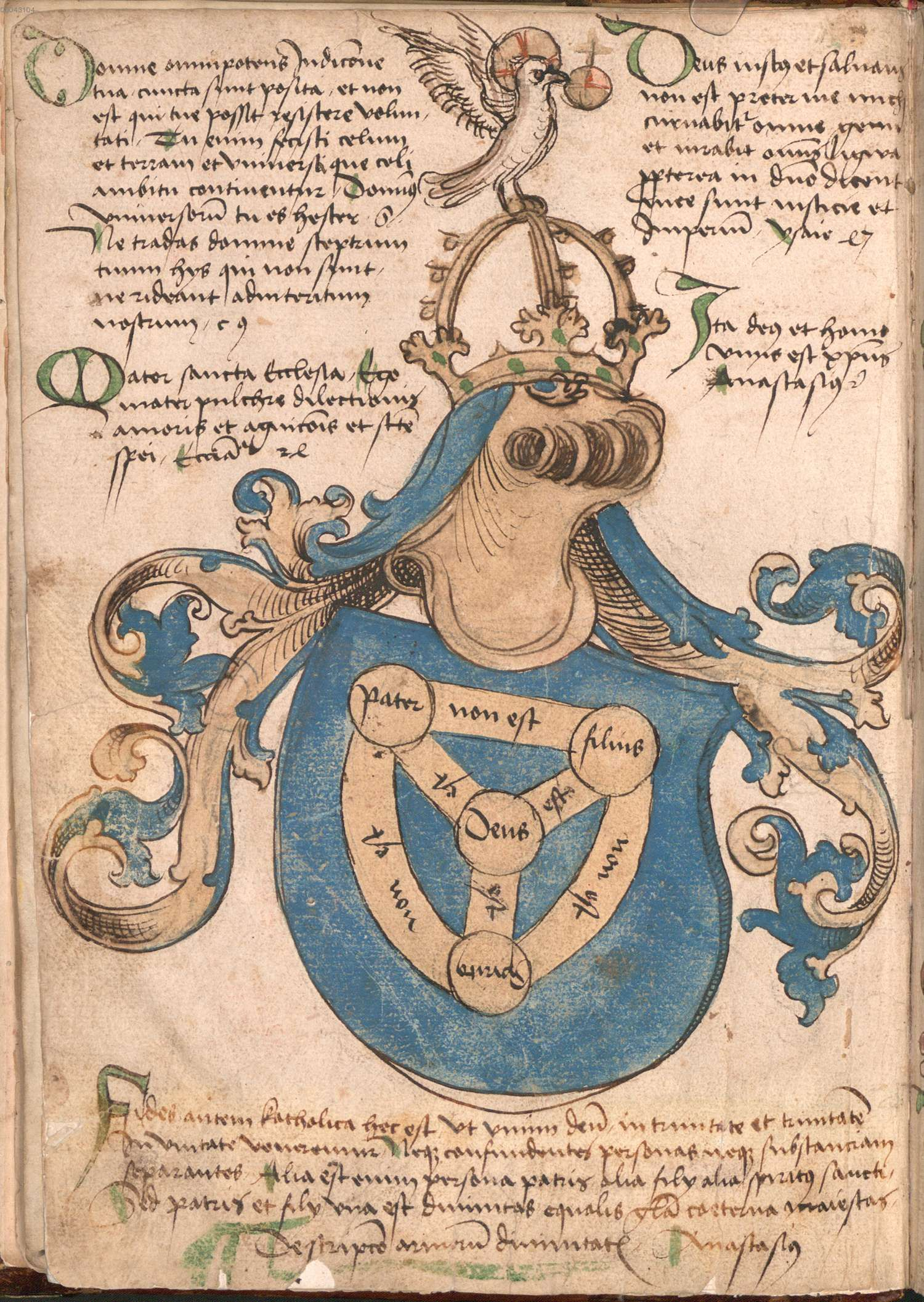
Scutum Fidei en un manuscrito de fines del XVI.
Anelli borromeiani.
Triángulo equilátero entrelazado con un trifolium.
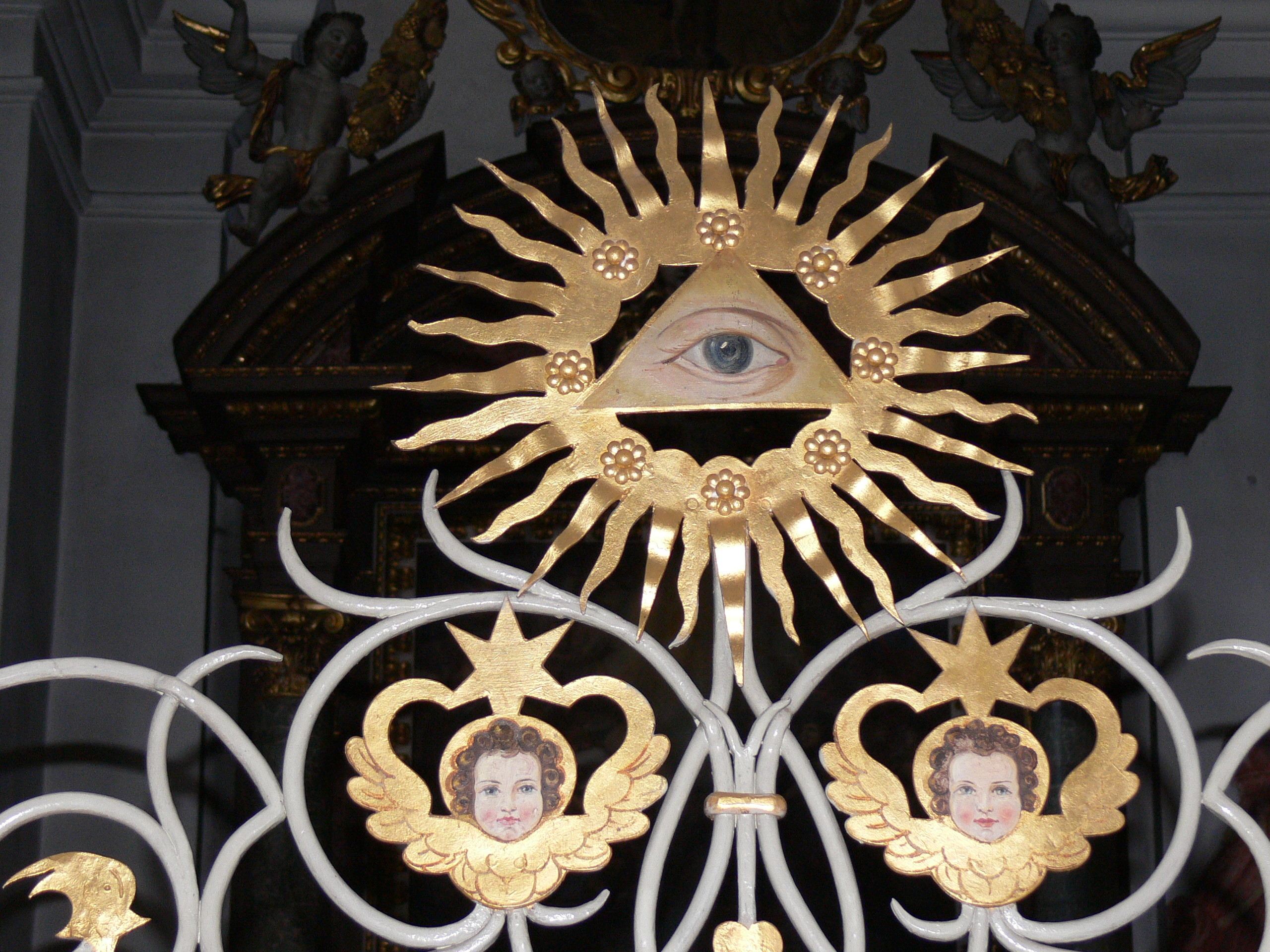
Coro bajo de la iglesia de San Pedro de Abenberg, siglo XVIII.

## Representación figurativa
El siglo XII fue un periodo clave para la difusión en el arte cristiano de nuevas tipologías de representación figurativa. Muchas de las imágenes trinitarias que se experimentaron entonces han sido continuadas en el tiempo, y otras se les sumaron en los siglos XIV y XV.

### Los huéspedes de Abraham

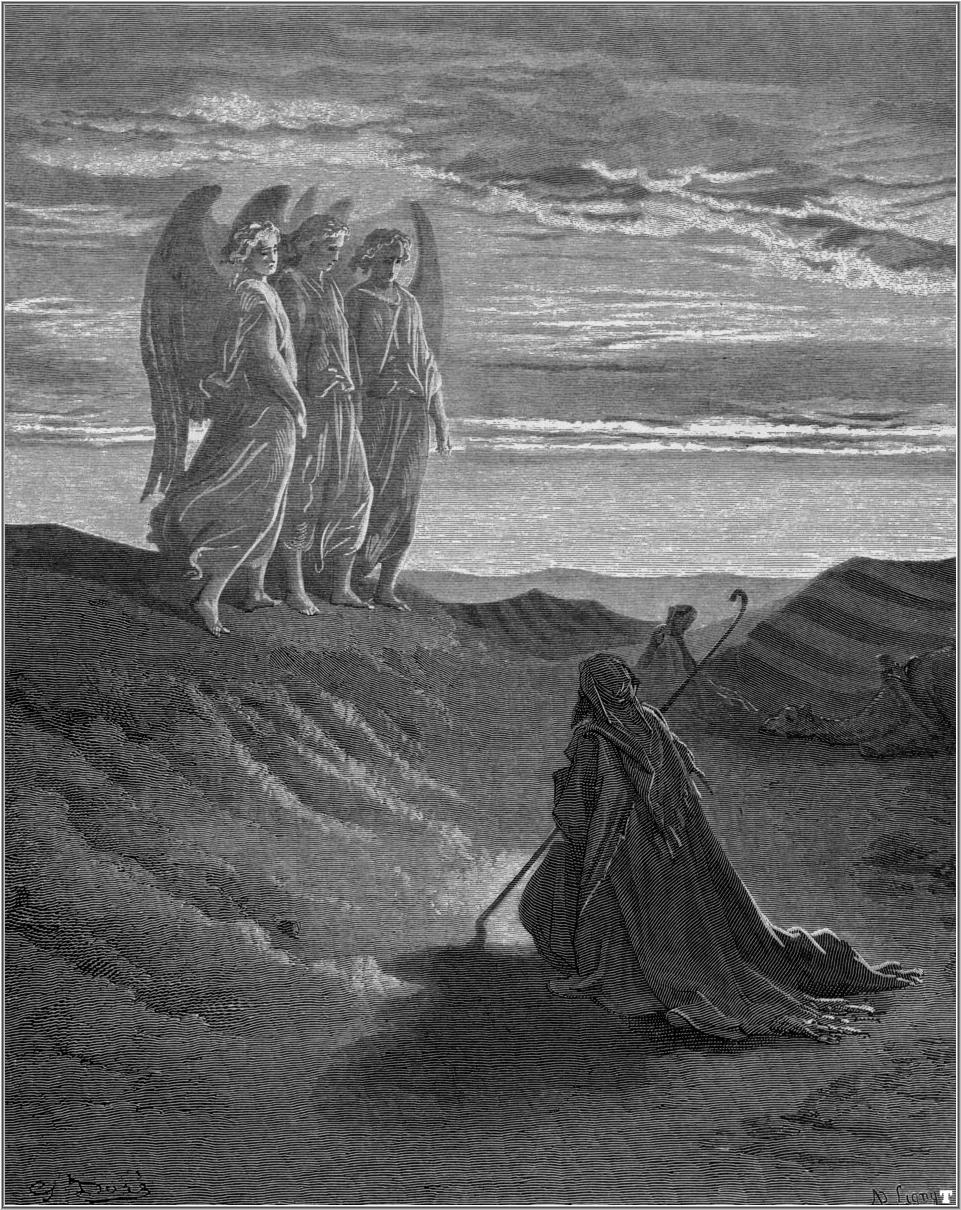
Gustave Doré, Abraham y los tres ángeles.

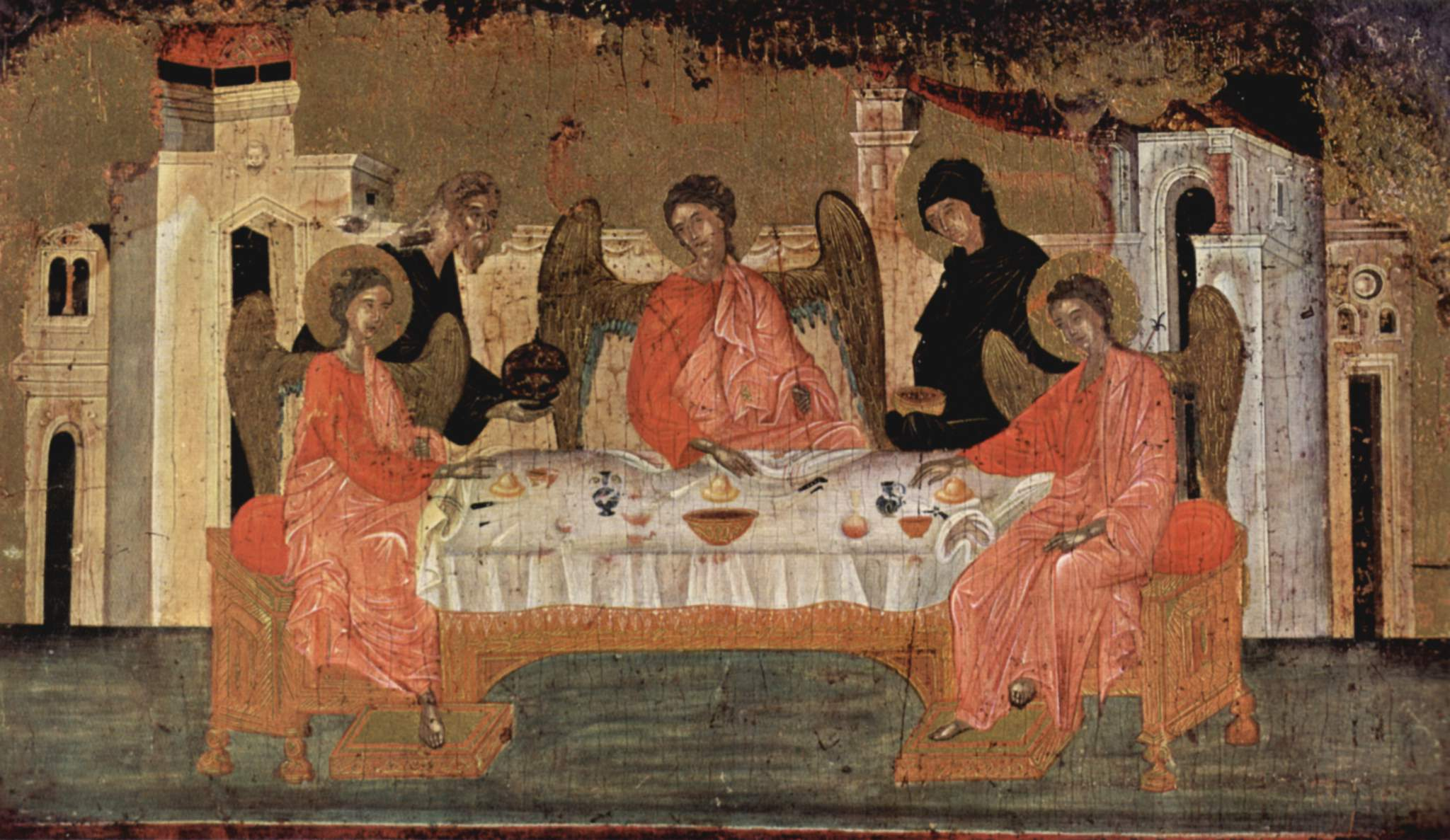
El icono que da nombre al Maestro del icono de la Trinidad,, Museo Benaki, Atenas.

La idea de utilizar tres personas iguales y distintas se aplicó precozmente, y se puede encontrar en un manuscrito de San Dunstán, arzobispo de Canterbury, a comienzos del siglo X. La justificación de tal iconografía parece provenir de la lectura que hace San Agustín (tres vidit et unum adoravit -"vio a tres y a uno adoró"-) de un enigmático encuentro de Abraham (Génesis 18:1-3):

Después le apareció Jehová en el encinar de Mamre, estando él sentado a la puerta de su tienda en el calor del día. Y alzó sus ojos y miró, y he aquí tres varones que estaban junto a él; y cuando los vio, salió corriendo de la puerta de su tienda a recibirlos, y se postró en tierra, y dijo: Señor, si ahora he hallado gracia en tus ojos, te ruego que no pases de tu siervo.

Esta escena se representa en una tabla de Antonello da Messina, que se conserva mutilada, faltando la figura de Abraham arrodillado.
En las representaciones más difundidas de esta escena, que continúa con la mesa que dispone Sara, la mujer de Abraham, los tres personajes se suelen representar como ángeles; así se hace en un mosaico de San Vital de Rávena (siglo V) o en el icono Trinidad de Andréi Rubliov (ca. 1411, donde los tres ángeles, representando las hipóstasis de Dios, bendicen el cordero sacrificado por Abraham). Además de aludir a la Trinidad, la escena se suele representar como una prefiguración de la eucaristía.

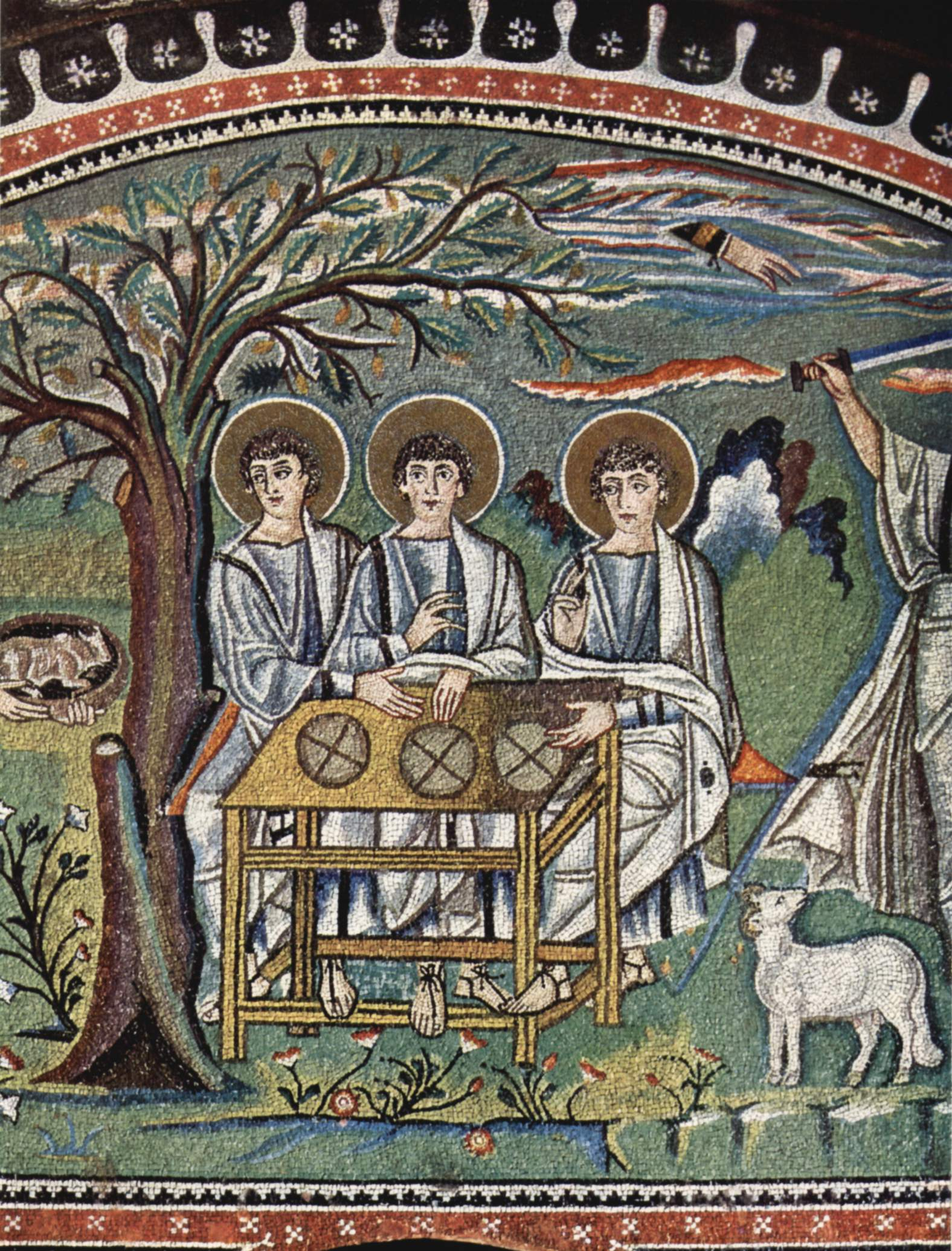
Mosaico del coro de la basílica de San Vital (Rávena), ca. 475
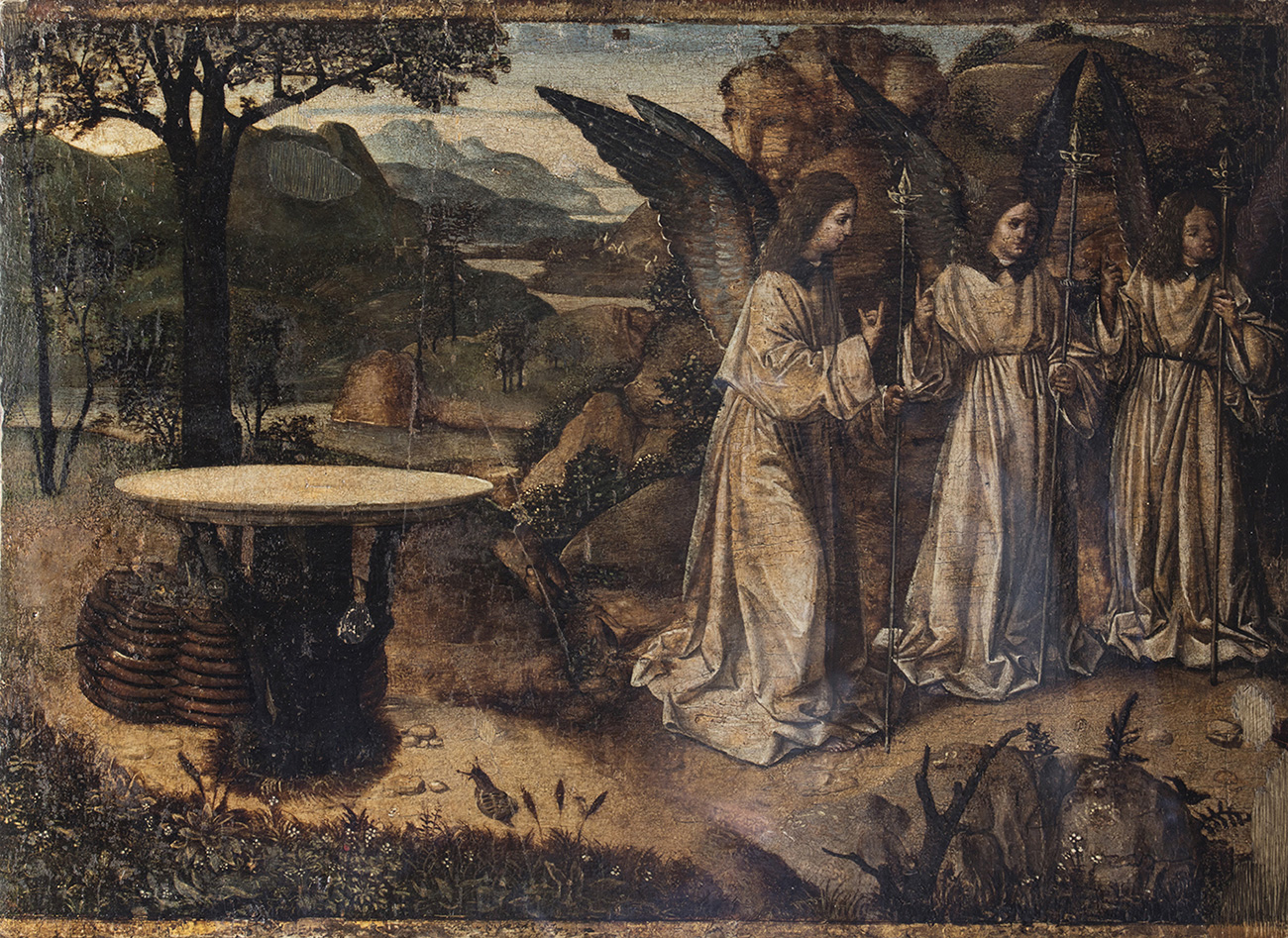
Antonello da Messina, Visita dei tre angeli ad Abramo, técnica mixta sobre tabla, ca. 1465, Museo Civico, Reggio Calabria.
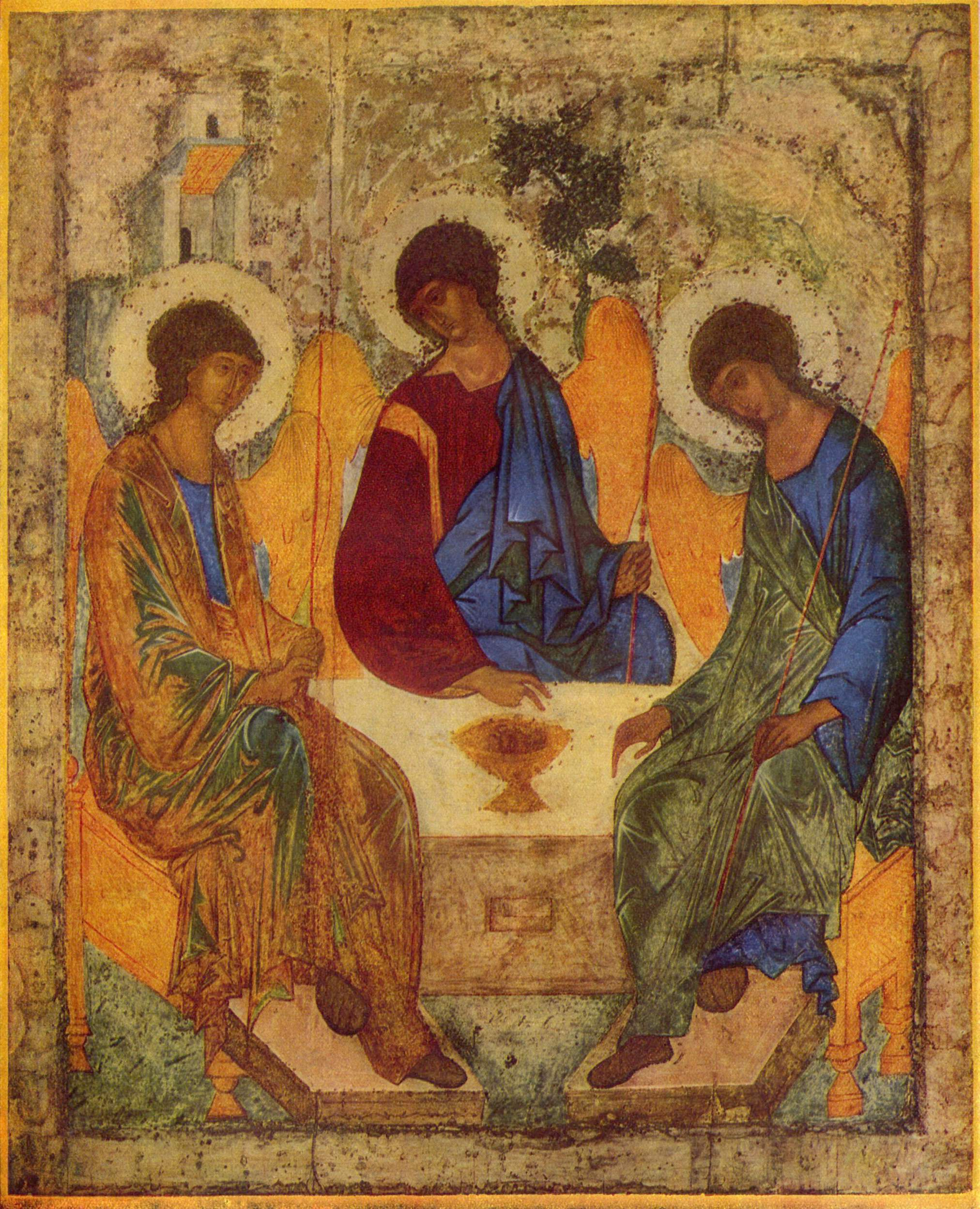
Andréi Rubliov, Trinidad, icono, ca. 1411, Galería Tretiakov, Moscú.
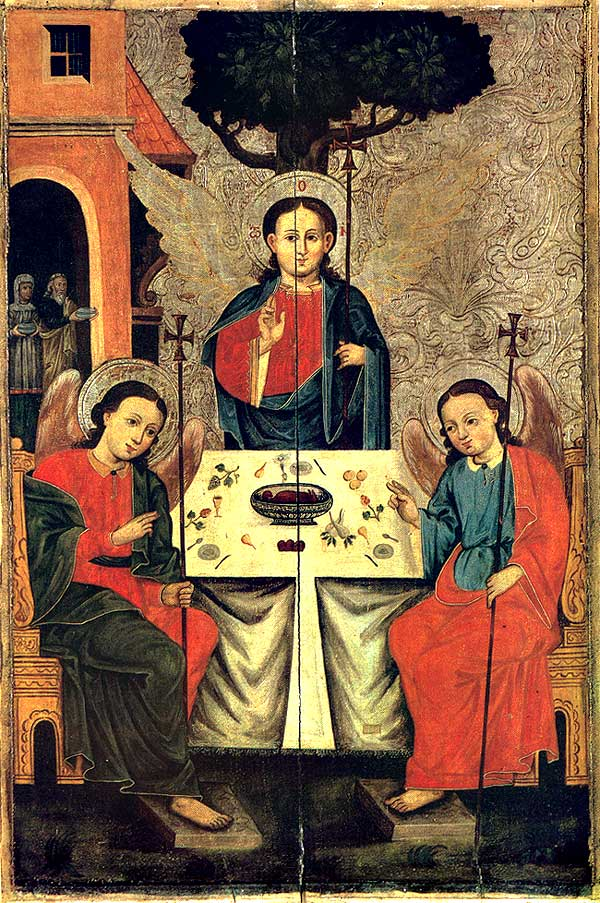
Trinidad, icono bielorruso del siglo XVII.

### Imagen tríplice de Cristo

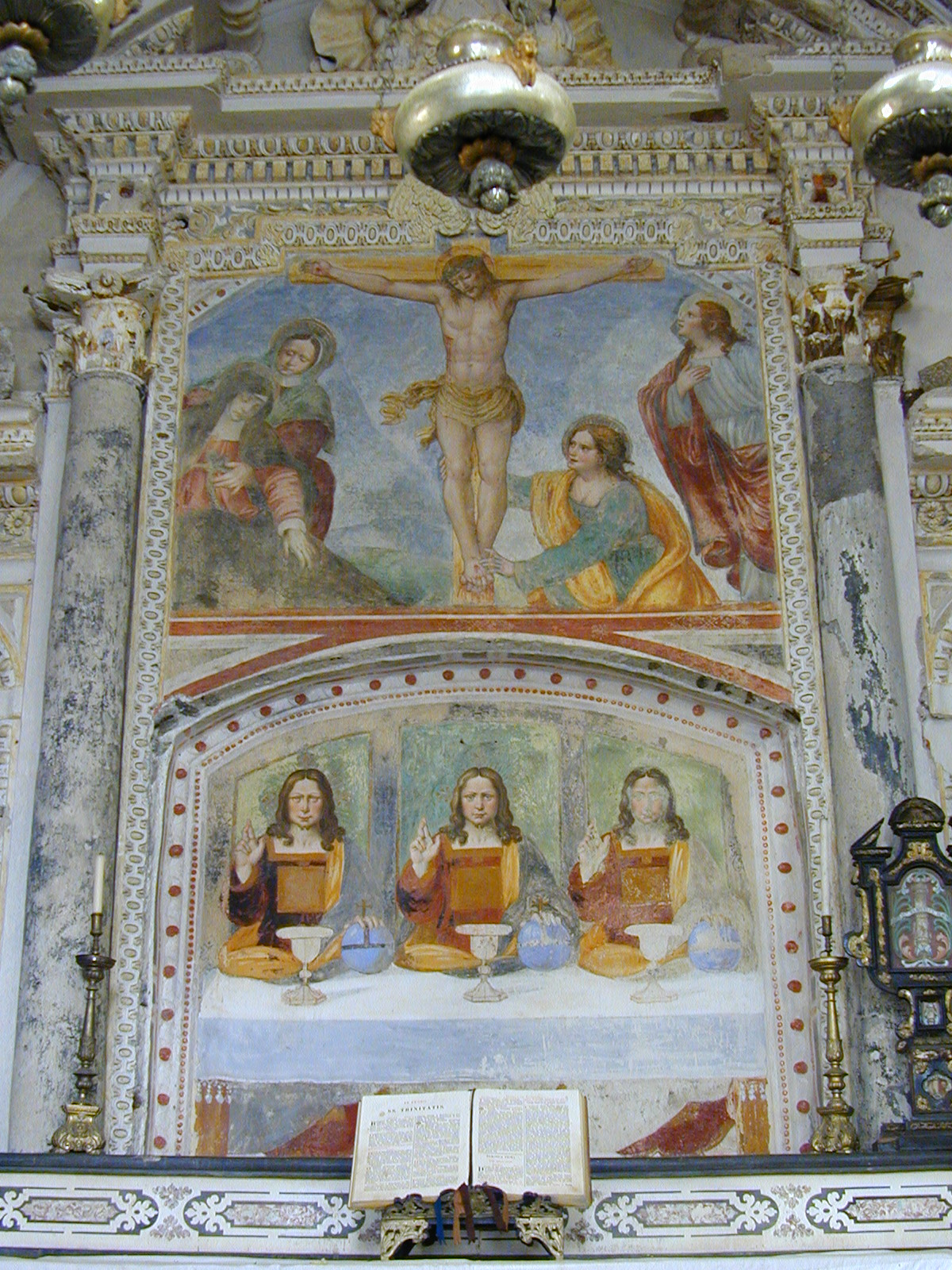
Anónimo del, Crocifissione y Trinità, fresco del Sacro Monte di Ghiffa.

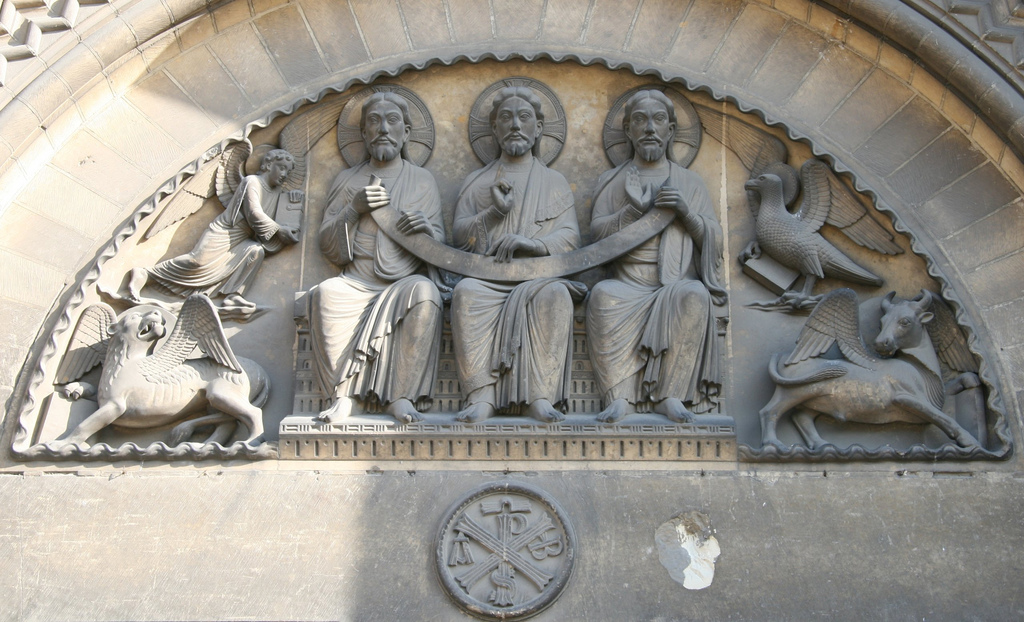
Relieve neorrománico de la antigua iglesia de la Trinidad de Caen, de Adolphe-Victor Geoffroy-Dechaume, 1862.

Es verosímil que la tradición iconográfica de los tres huéspedes de Abraham en la mesa de Mamra fuera la que inspiró la representación del misterio trinitario en tres figuras, iguales y distintas, cada una de ellas con el aspecto convencional de Jesucristo, sentadas a una mesa con el cáliz eucarístico. Así se hace en un fresco del siglo XVI en el santuario del Sacro Monte di Ghiffa (Sacro Monte de la Santa Trinidad de Ghiffa), santuario gestionado en esa época por la Orden Trinitaria, donde junto a una crucifixión se representa una mesa a la que está sentada la figura de Jesucristo retratrada tres veces, de forma absolutamente idéntica, en actitud de bendecir con la mano derecha un cáliz, mientras su mano derecha se apoya en una esfera, atributo iconográfico de la eternidad. Es un ejemplo de representación "triándirca" y "cristomorfa", que recibe la denominación de Trinidad eucarística o Trinidad en el altar (Trinità all'altare).
Imágenes como la de Ghiffa, centradas en la tríplice figura bendicente con aspecto de Jesucristo, se popularizaron mucho en los siglos XV y XVI, sobre todo en Italia noroccidental, conservándose hoy día en muchos frescos de iglesias.
Existieron representaciones triándricas y cristomorfas diferentes de la Trinità all'altare. Un ejemplo de altísimo nivel está en la Trinidad con Todos los Santos de las Heures d'Étienne Chevalier, de Jean Fouquet, donde se ven las tres figuras idénticas, con aspecto de Cristo, vestidas de blanco y sentadas en la Gloria sobre un trono común (synthronon), ofrecidos a la contemplación de los bienaventurados. Otros interesantes ejemplos de imagen no cristomorfa se encuentran en una talla de Domenico di Niccolò dei Cori con tres artículos del Credo en el Palacio Comunal de Siena; y en el grupo escultórico conservado en el Musèe des Beaux-Arts de Troyes.
La difusión de tales imágenes suscitó la preocupación de que pudieran conducir a interpretaciones "triteístas". Con la bula Sollicitudini nostrae de Benedicto XIV (1745) este tipo de representaciones se definieron como no apropiadas, aunque no se condenaban.

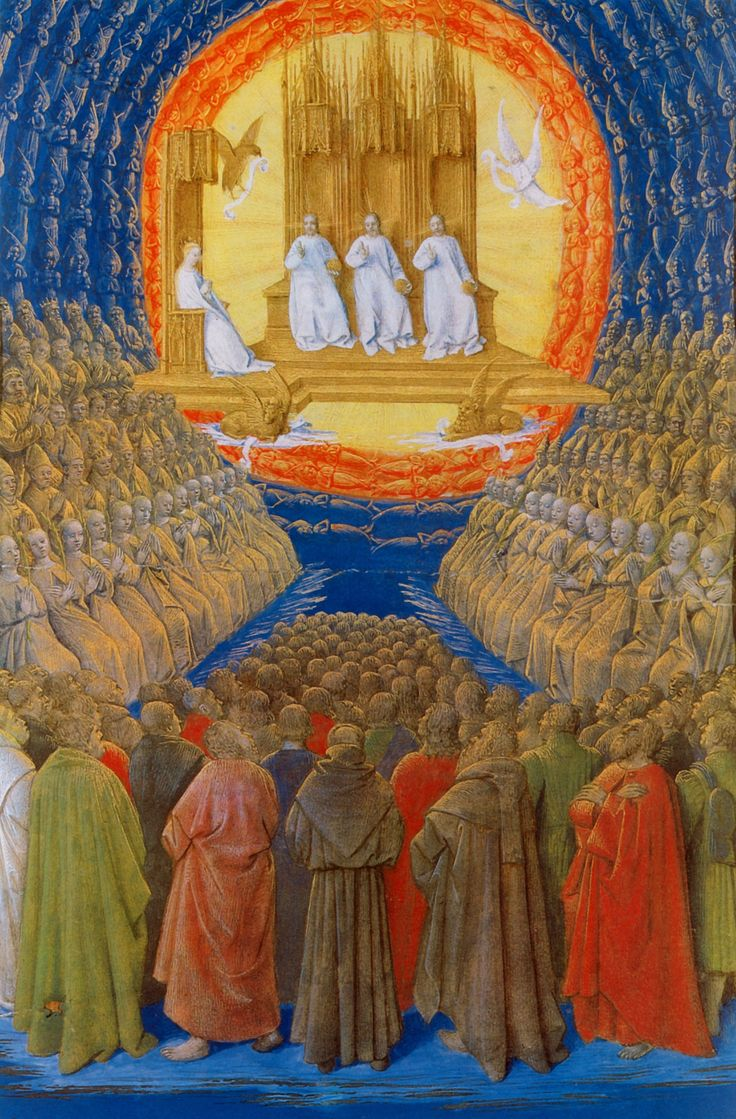
Jean Fouquet, La Trinidad con Todos los Santos, miniatura de las Libro de horas de Étienne Chevalier, 1452-1460, Musée Condé, Chantilly.
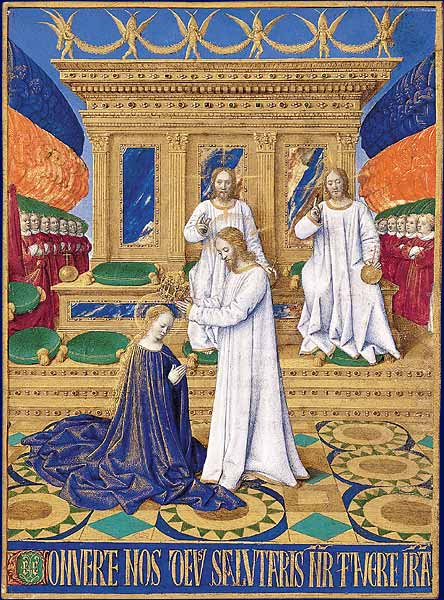
Coronación de la Virgen, del mismo.
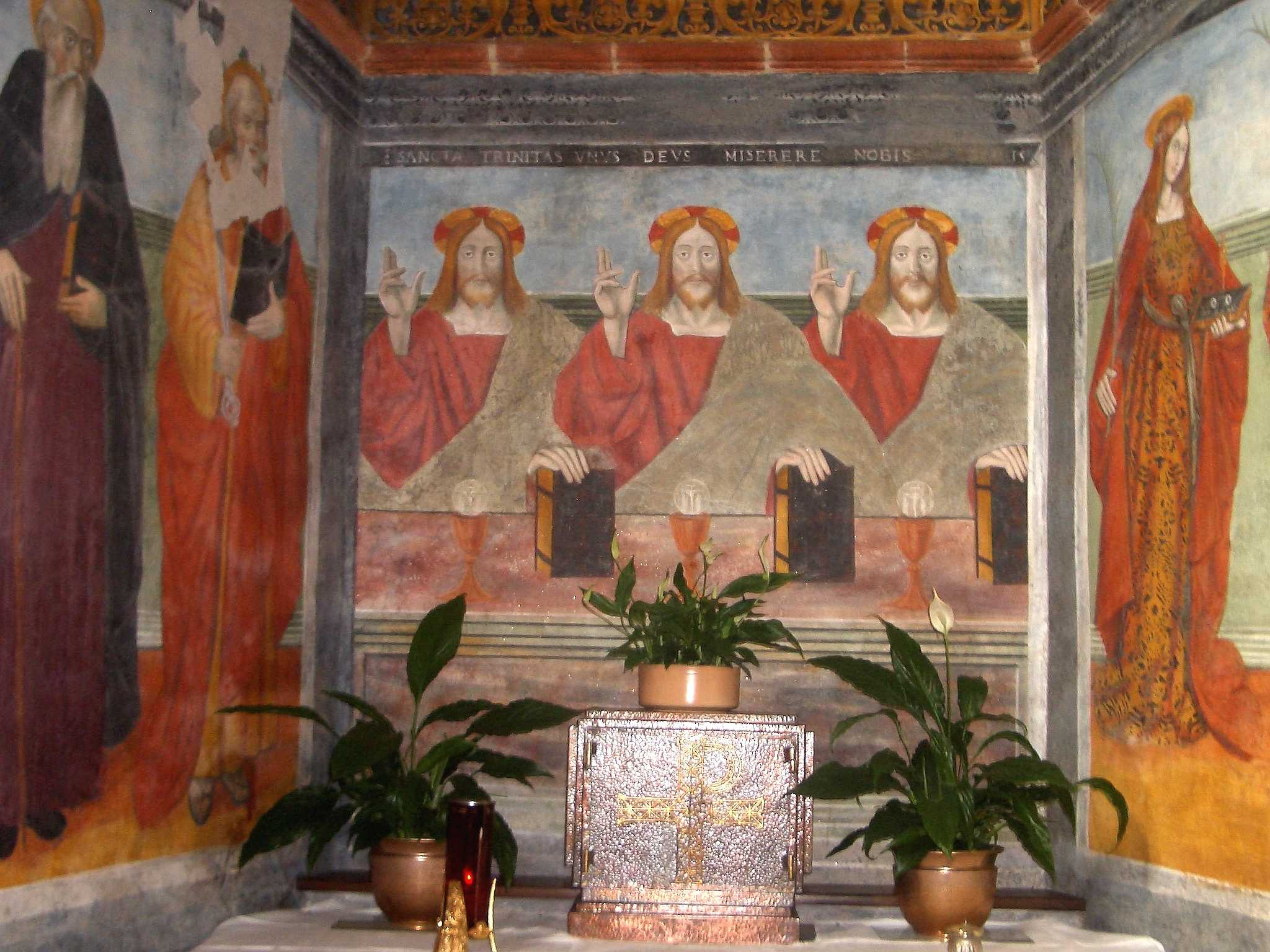
Escuela de Defendente Ferrari, fresco de la Cappella della Trinità  de la iglesia de San Pedro de Benna, ca. 1535.
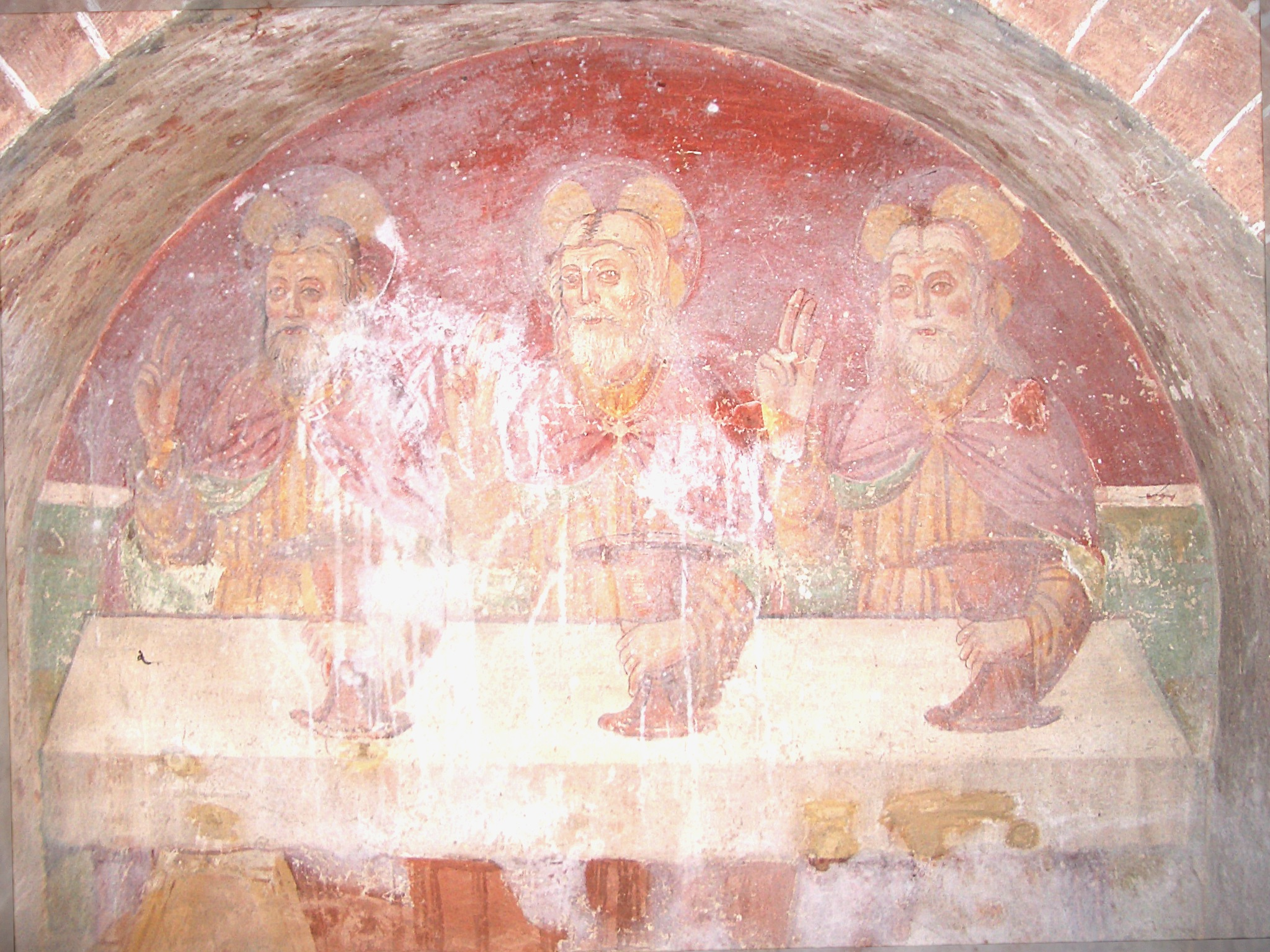
Fresco del presbiterio de la abadía de Santa María de Rivalta.
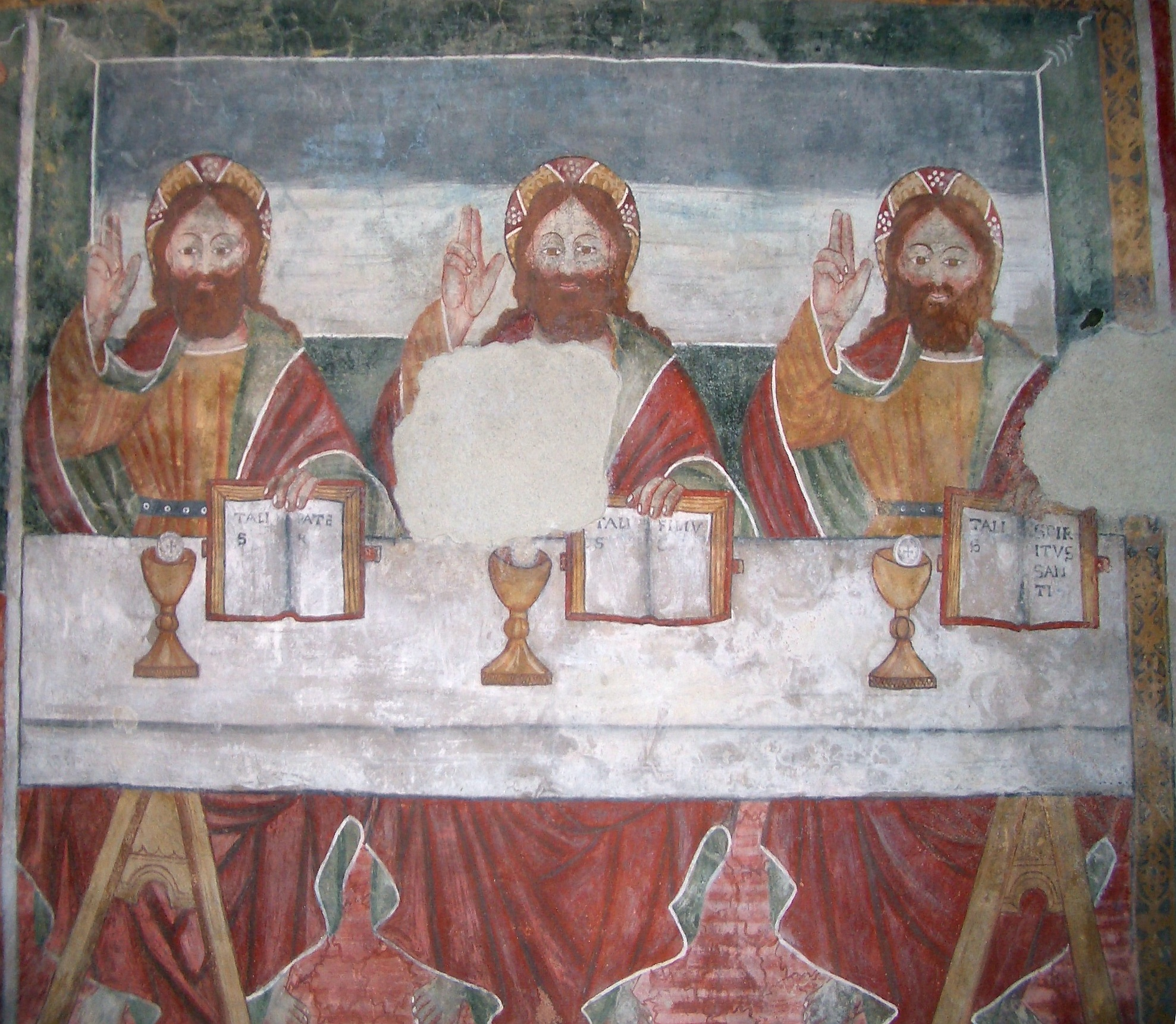
Fresco de un anónimo del siglo XV, iglesia de San Pedro y San Pablo de Castelletto Cervo.

### Hijo a la diestra del Padre

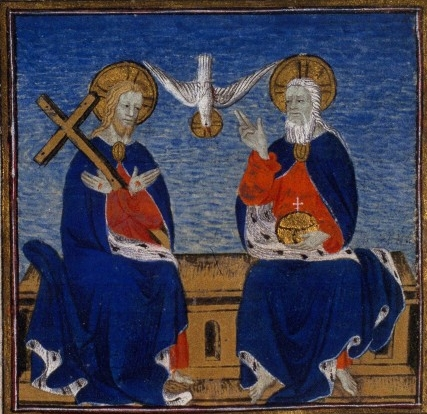
Un ejemplo de esta tipología se encuentra en esta miniatura de la Bible historiale de Guiard des Moulins, BNF, París.

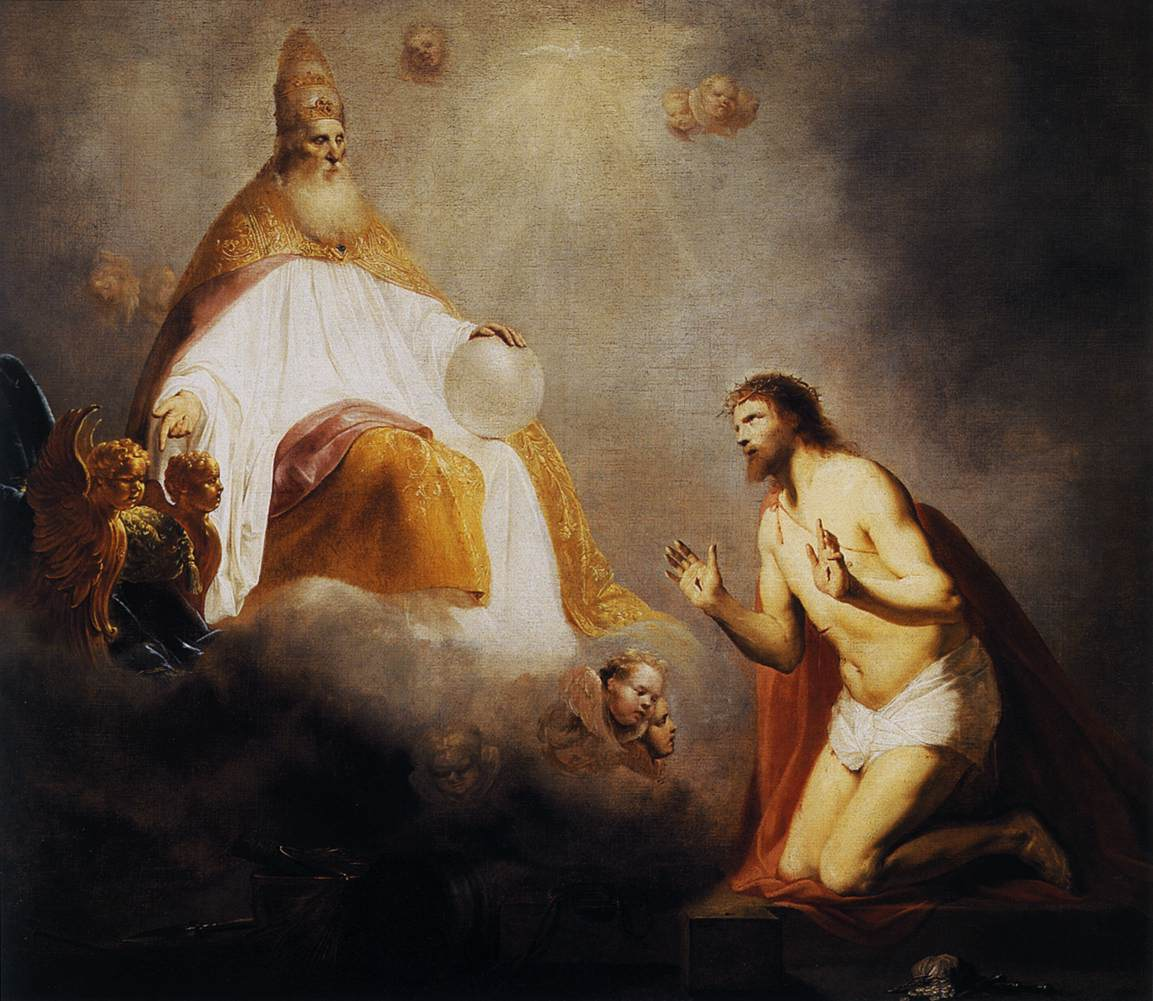
Pieter de Grebber, Dios Padre invitando a Cristo a sentarse en el trono a su derecha, 1645.

En el siglo XII se divulga una imagen de la Trinidad inspirada en la respuesta que Jesús da al Sumo Sacerdote en el Sanedrín (Mateo 26:64): "Tú lo has dicho; y además os digo, que desde ahora veréis al Hijo del Hombre sentado a la diestra del poder de Dios, y viniendo en las nubes del cielo". También aparece en la visión de San Esteban durante su martirio (Hechos, 7:55): Más él, estando lleno de Espíritu Santo, puestos los ojos en el cielo, vio la gloria de Dios, y á Jesús que estaba á la diestra de Dios, y dijo: "He aquí, veo los cielos abiertos, y al Hijo del hombre que está á la diestra de Dios". El dogma correspondiente se denomina "sesión de Cristo".
El Padre se representa como un anciano, frecuentemente con nimbo triangular, con un cetro, una esfera o ambos elementos en las manos, y sentado en un trono; a su derecha, el Hijo, también entronizado, acompañado de los símbolos de la Pasión; y entre ellos la paloma que representa al Espíritu Santo.
La misma iconografía se suele emplear en la representación de la Coronación de la Virgen (Maria Regina).

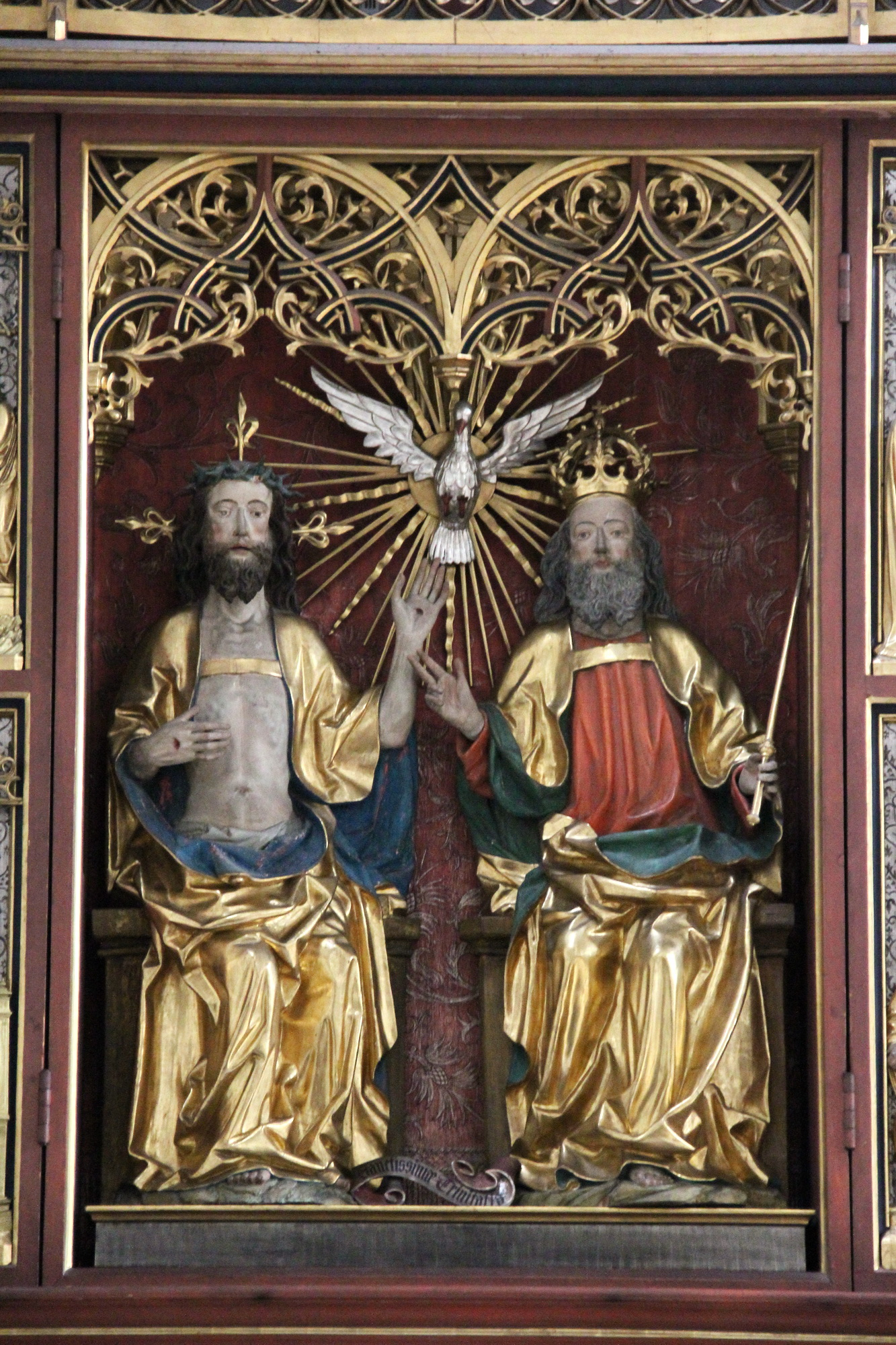
Retablo de la Trinidad de la catedral de Eichstätt.
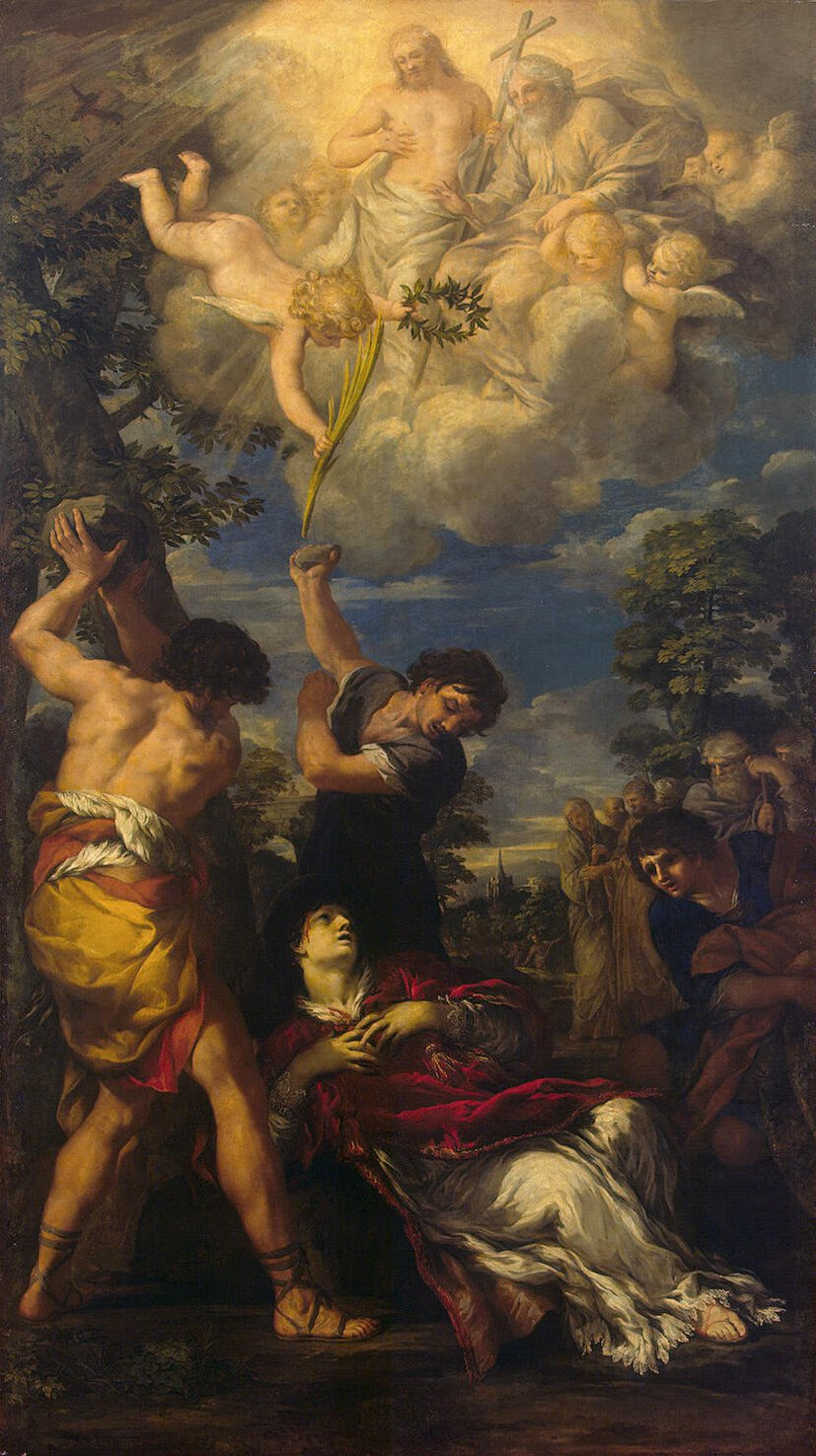
Martirio de San Esteban, de Pietro da Cortona, ca. 1660.

### Trinidad con la esfera celeste

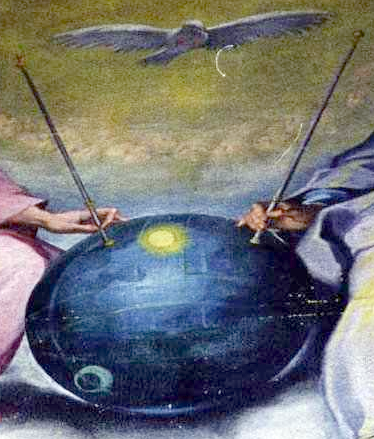
Ventura Salimbeni, detalle de Disputa sull'Eucarestia.

La Trinidad con la esfera celeste es una evolución del tipo precedente. Se difundió sobre todo en el siglo XVII. La esfera celeste se sitúa entre las figuras de Padre, Hijo y Espíritu Santo rodeados de nubes. La esfera suele ser transparente, con aspecto de cristal; representa a todo el universo, sobre el que la Trinidad impone su poder divino, lo que a veces se indica poniendo los cetros de Padre e Hijo sobre ella. A veces también se representan elementos astronómicos (la Tierra, el Sol, la Luna, el zodiaco). Entre las obras más representativas del modelo están Adoración de la Santísima Trinidad (1640), de Johann Heinrich Schonfeld, y La fundación de la Orden de los Trinitarios (1666), de Juan Carreño de Miranda, ambas en el Louvre. En la Italia del Seicento las Trinitàs de este tipo aparecen en la obra de Guercino, Ventura Salimbeni y Giovan Battista Bertusio (un discípulo de los Carracci).

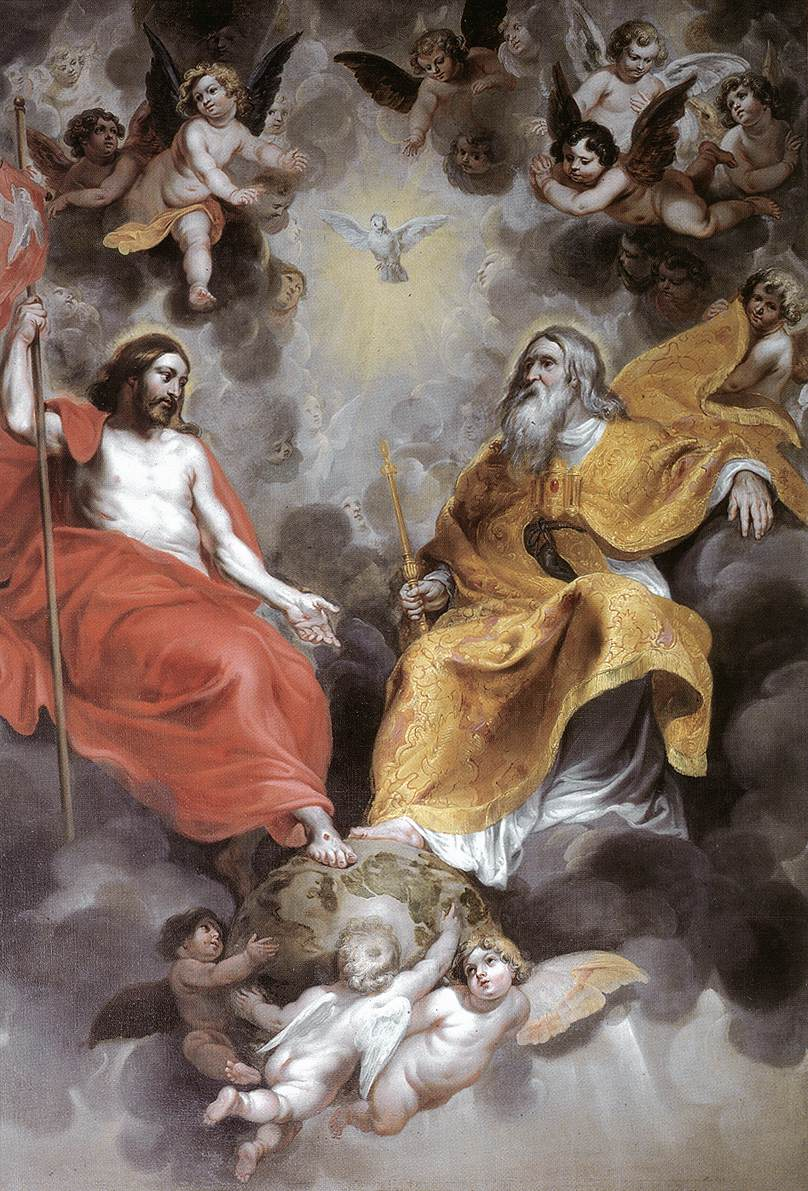
Hendrick van Balen, I, óleo sobre tabla, 1620, Sint-Jacobskerk, Amberes.
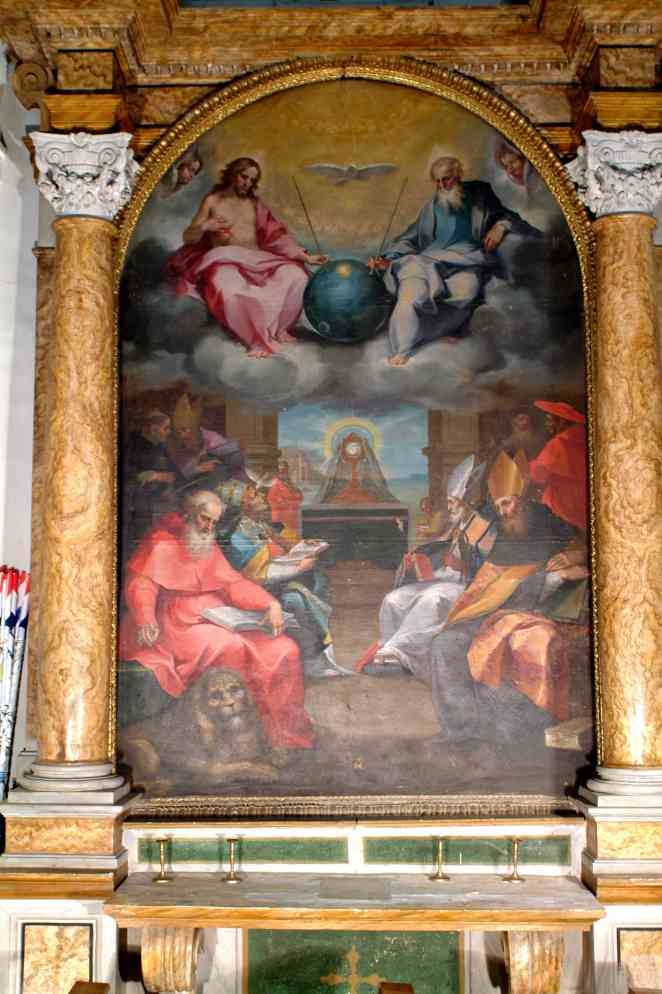
Ventura Salimbeni, óleo sobre tela, 1600, Chiesa di San Lorenzo in San Pietro, Montalcino.
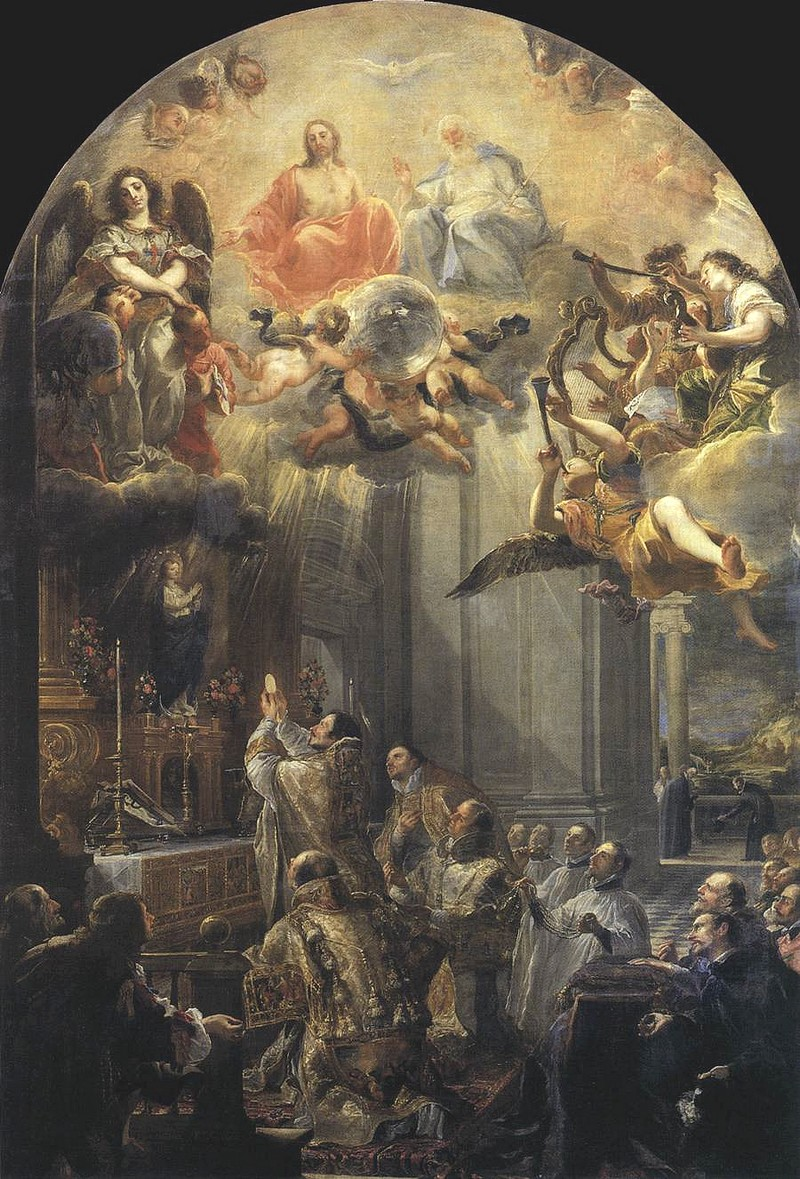
Carreño, La fundación de la Orden Trinitaria.
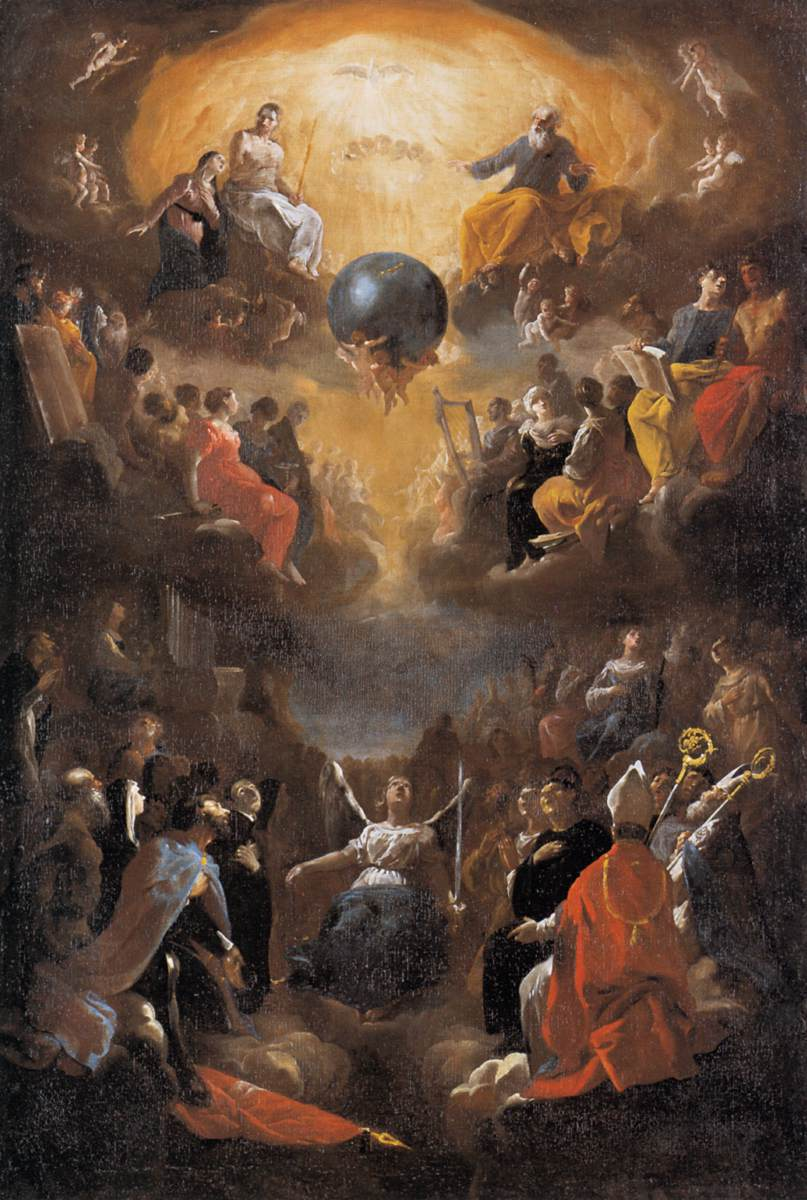
Schonfeld, Adoración de la Santísima Trinidad.

### Dios tricéfalo y Dios trifronte

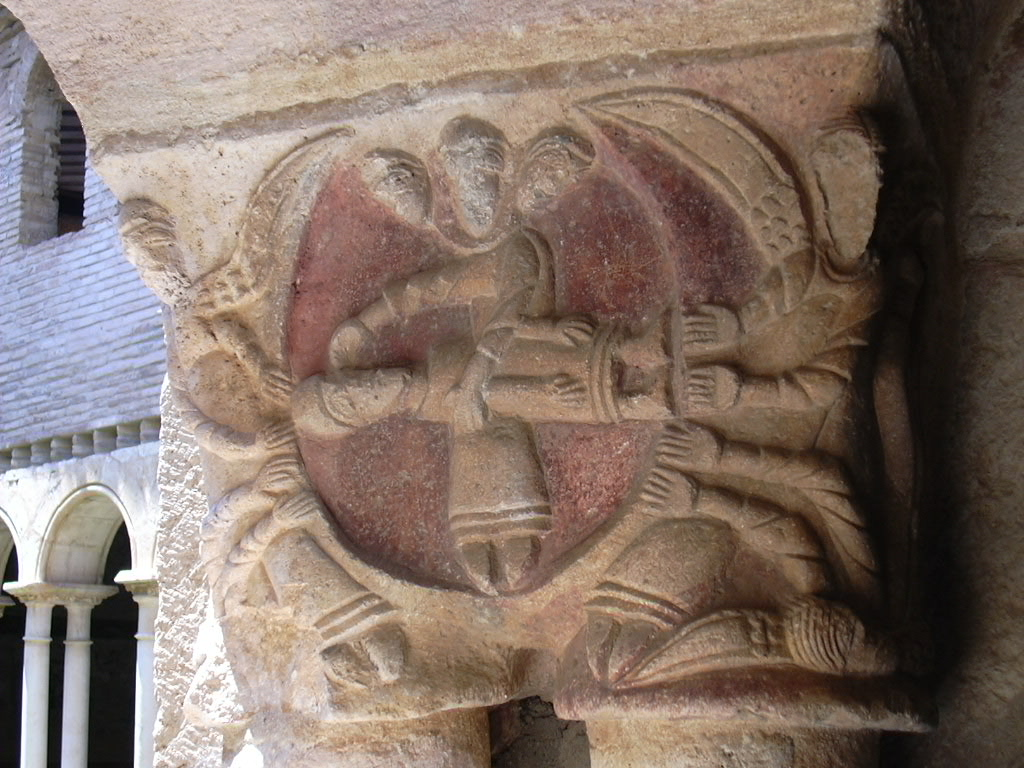
Colegiata de Alquézar.

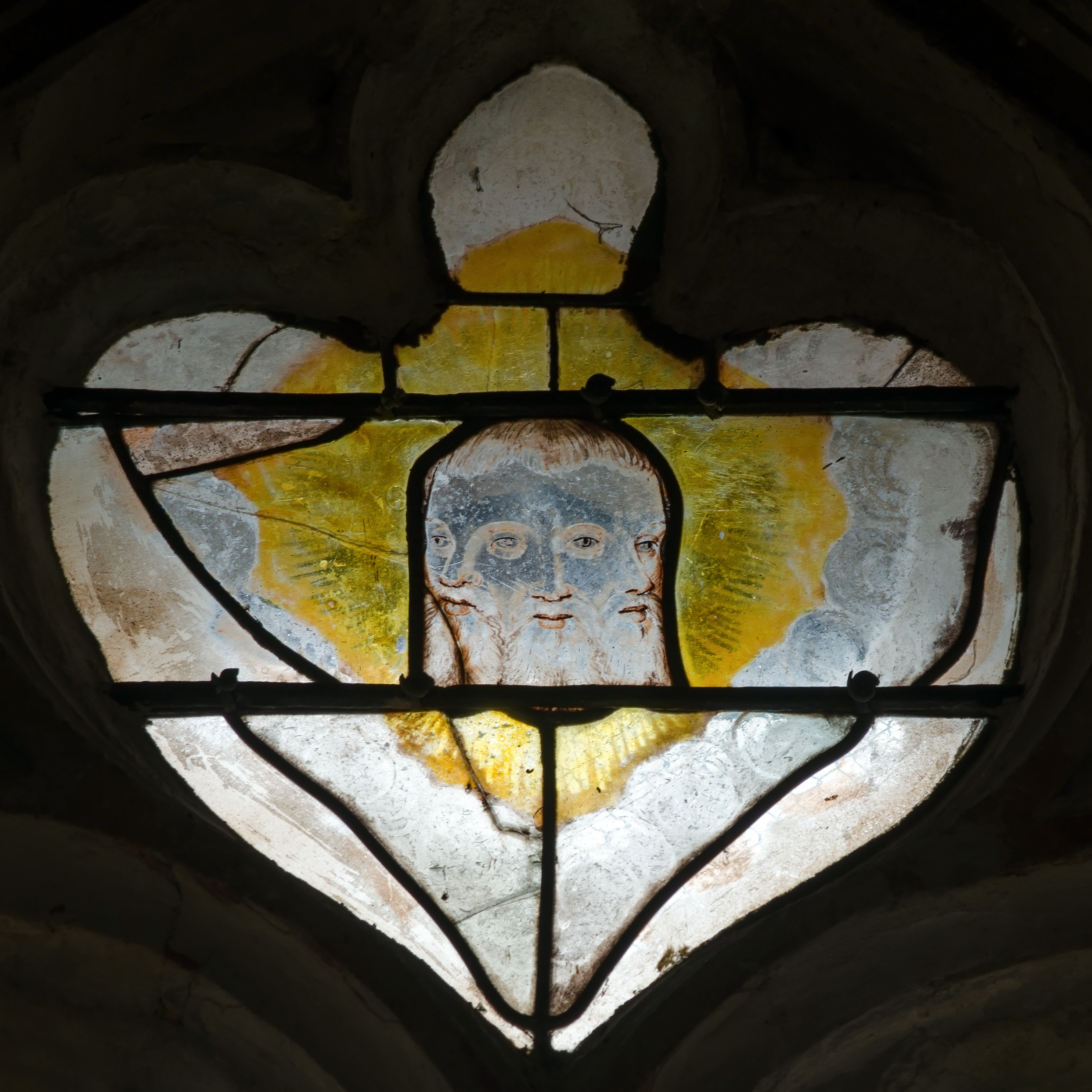
Vidriera de la iglesia de San Martín de Tours de Courgenard.

Otra solución iconográfica, que terminó por suscitar recelos eclesiásticos, pero que tuvo mucho desarrollo desde el siglo XII, es la representación de la Trinidad como una figura tricéfala, muy del gusto de los bestiarios medievales, construida con un solo cuerpo y tres cabezas. Uno de los ejemplos supervivientes está en la iglesia parroquial de la Asunción de María en el pequeño pueblo italiano de Armeno (siglo XII). En la colegiata de Alquézar (provincia de Huesca, España) hay un capitel historiado donde la creación de Adán es realizada por un Creador con tres cabezas. Para evitar la deriva teratológica, se terminó prefiriendo, sobre todo en Italia, la solución de limitarse a una cabeza trifronte (vultus trifrons), como la de un fresco del siglo XV en la basílica de San Pedro de Perugia. Otros ejemplos son el fresco del Cenacolo de Andrea del Sarto en la iglesia de San Salvi o el de Agnolo Bronzino en el soffitto de la cappella Eleonora del Palazzo Vecchio, ambos en Florencia. El que probablemente se ha hecho más famoso es el de la Catedral de Atri. Es notable la Trinità con sant'Agostino, del Museo Civico di Sansepolcro, que proviene de la antigua iglesia de San Agustín (hoy de Santa Clara), datable antes de 1374.
En el contexto cultural de la difusión del humanismo y de la valoración del arte clásico grecorromano, la solución del vultus trifrons resultó particularmente seductora para los pintores italianos, al permitirles tomar como modelos las divinidades bifrontes o trifrontes del panteón romano o a las representaciones alegóricas de la Prudencia. Semejante contaminación del paganismo era incompatible con la Contrarreforma post-tridentina, explicitándose en una condena papal con Urbano VII (1628).

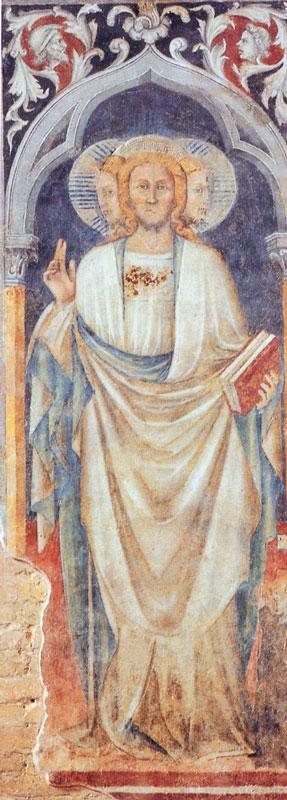
Antonio Martini di Atri, fresco de la catedral de Atri, ca. 1410.
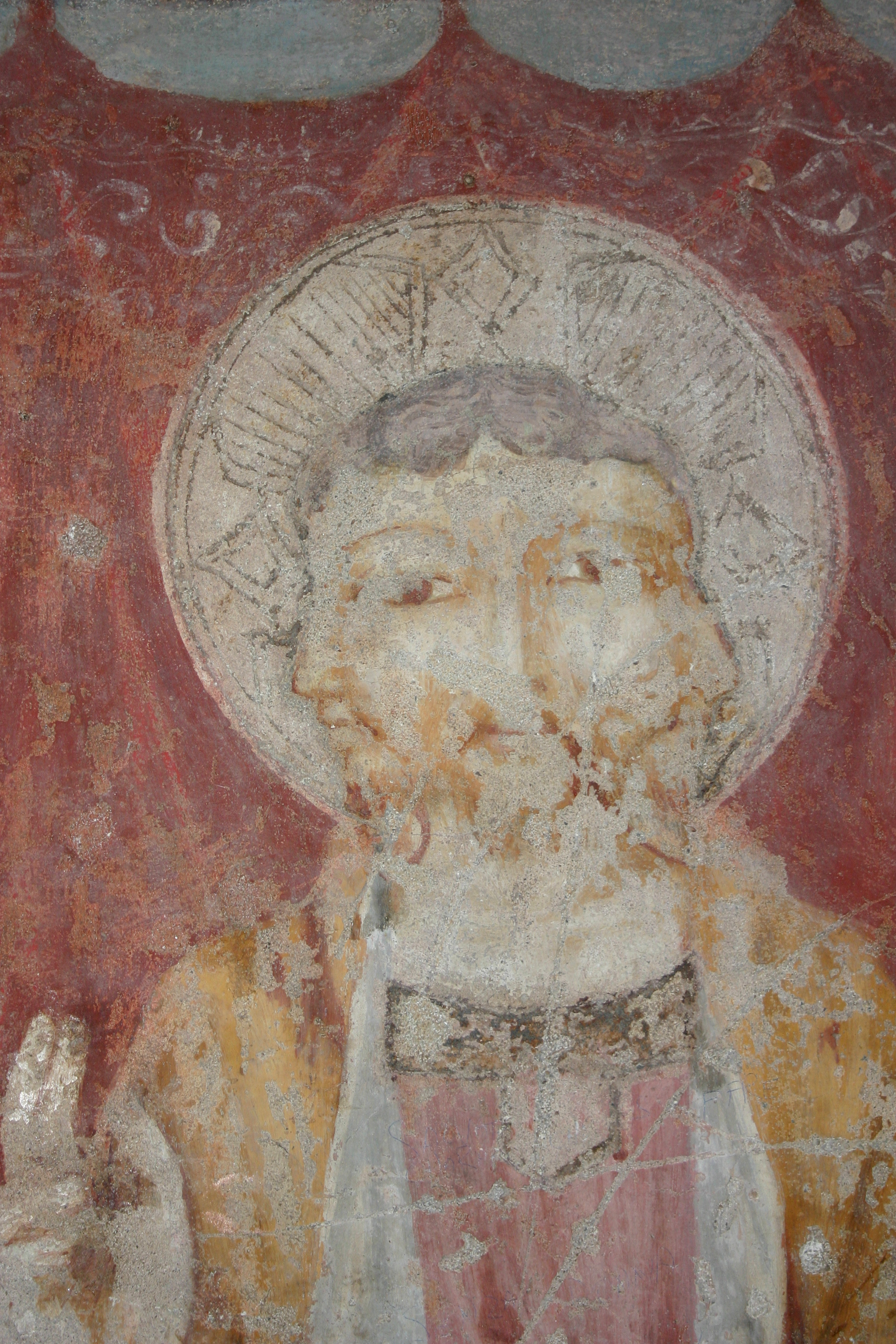
Anónimo del siglo XV, Volto trifronte della Trinità, iglesia de Santa Ágata de Perugia.
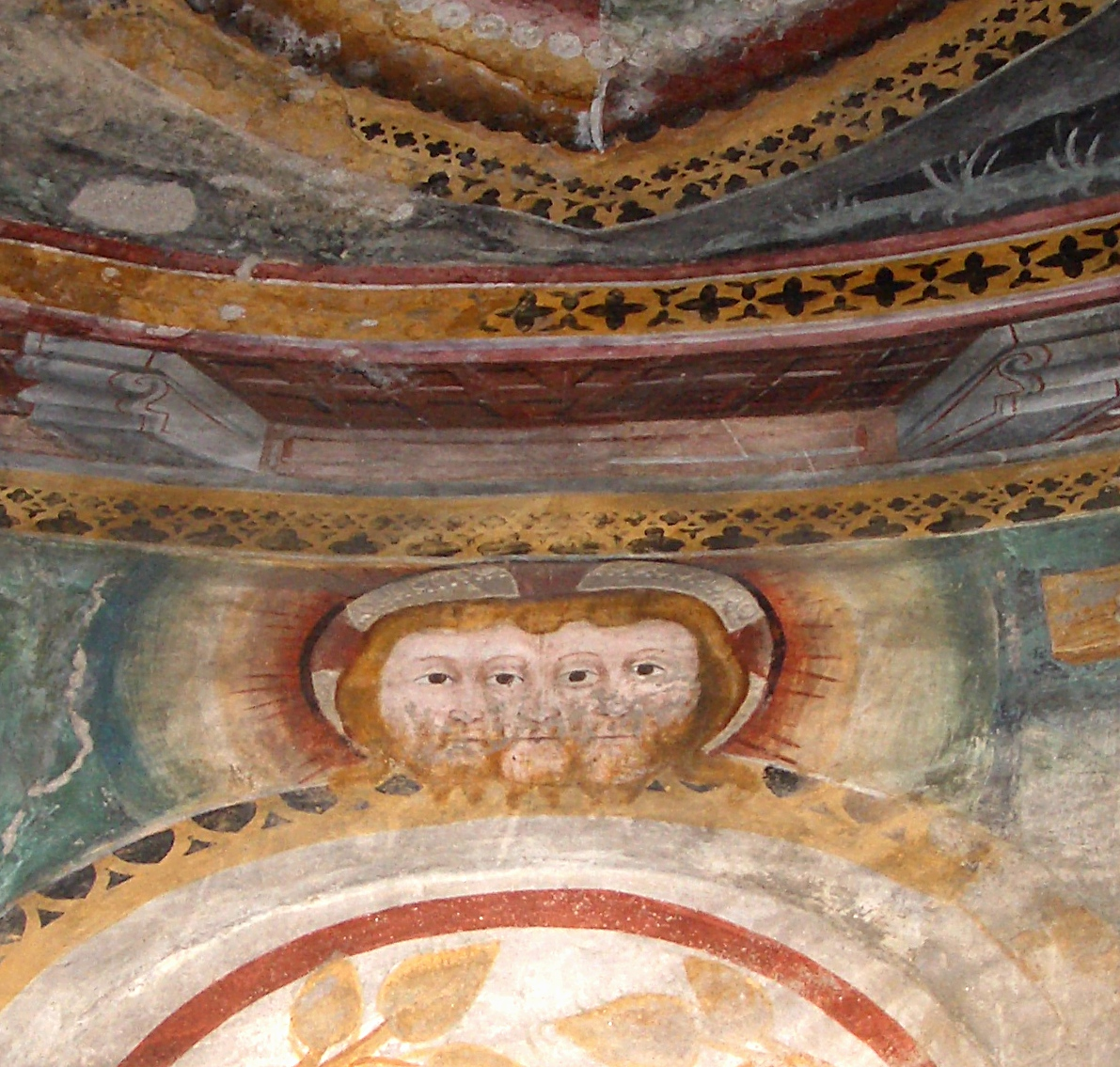
Nicolao da Seregno, Volto trifronte, 1478, iglesia de San Nicolás de Giornico.
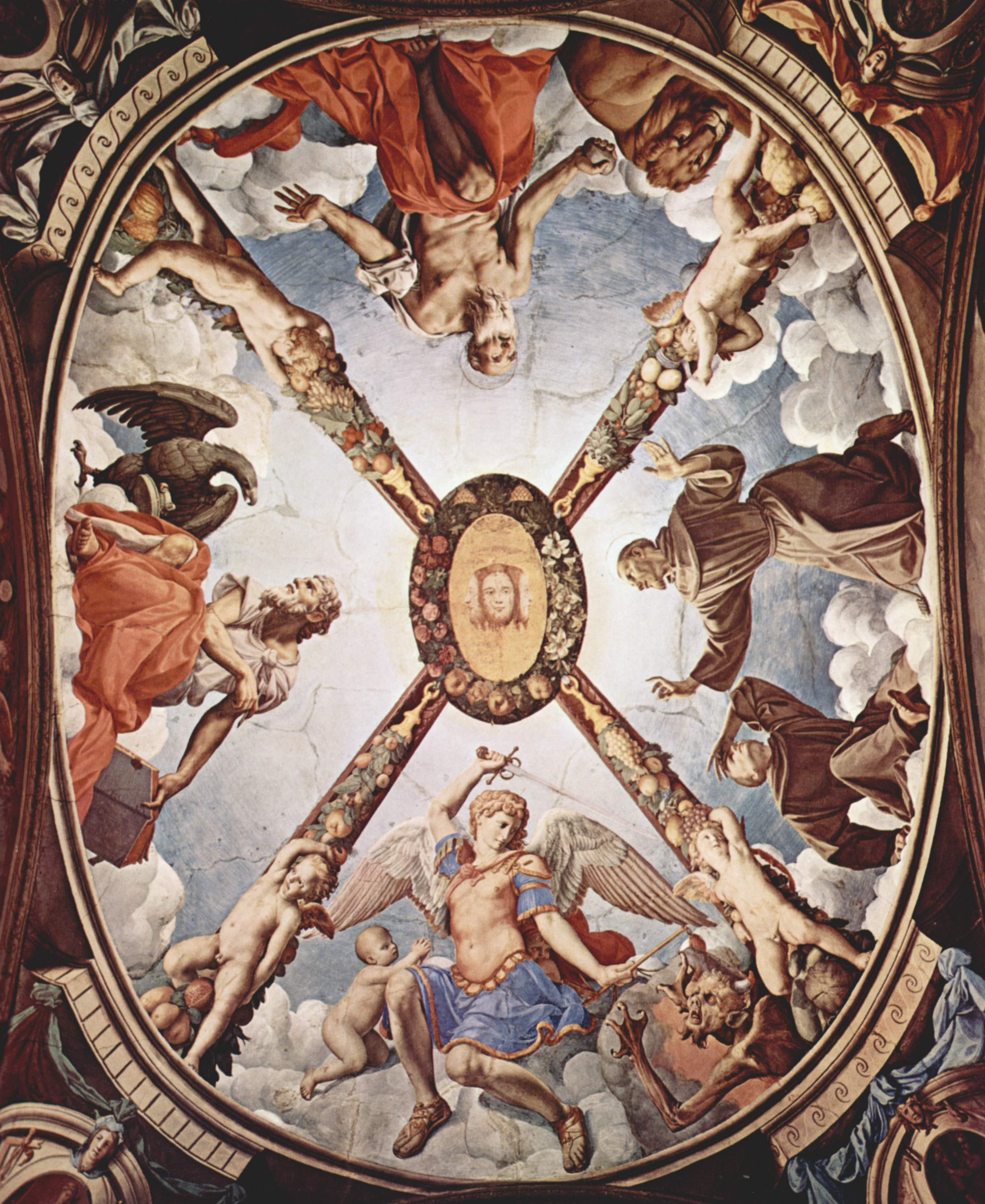
Agnolo Bronzino, fresco de la Cappella di Eleonora, Palazzo Vecchio, Florencia.
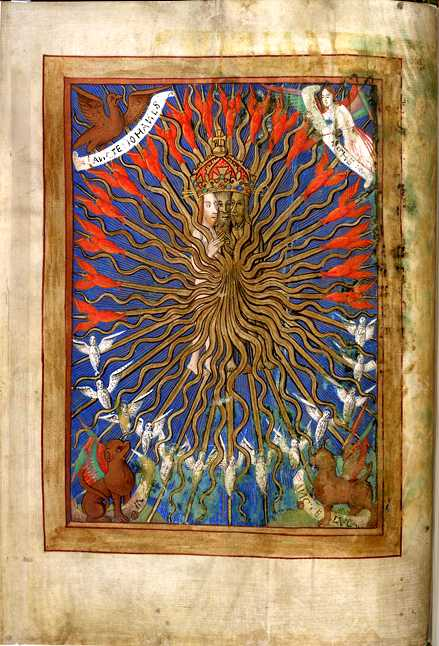
Miniatura de un libro de horas del siglo XVI.

### Thronum Griatiae

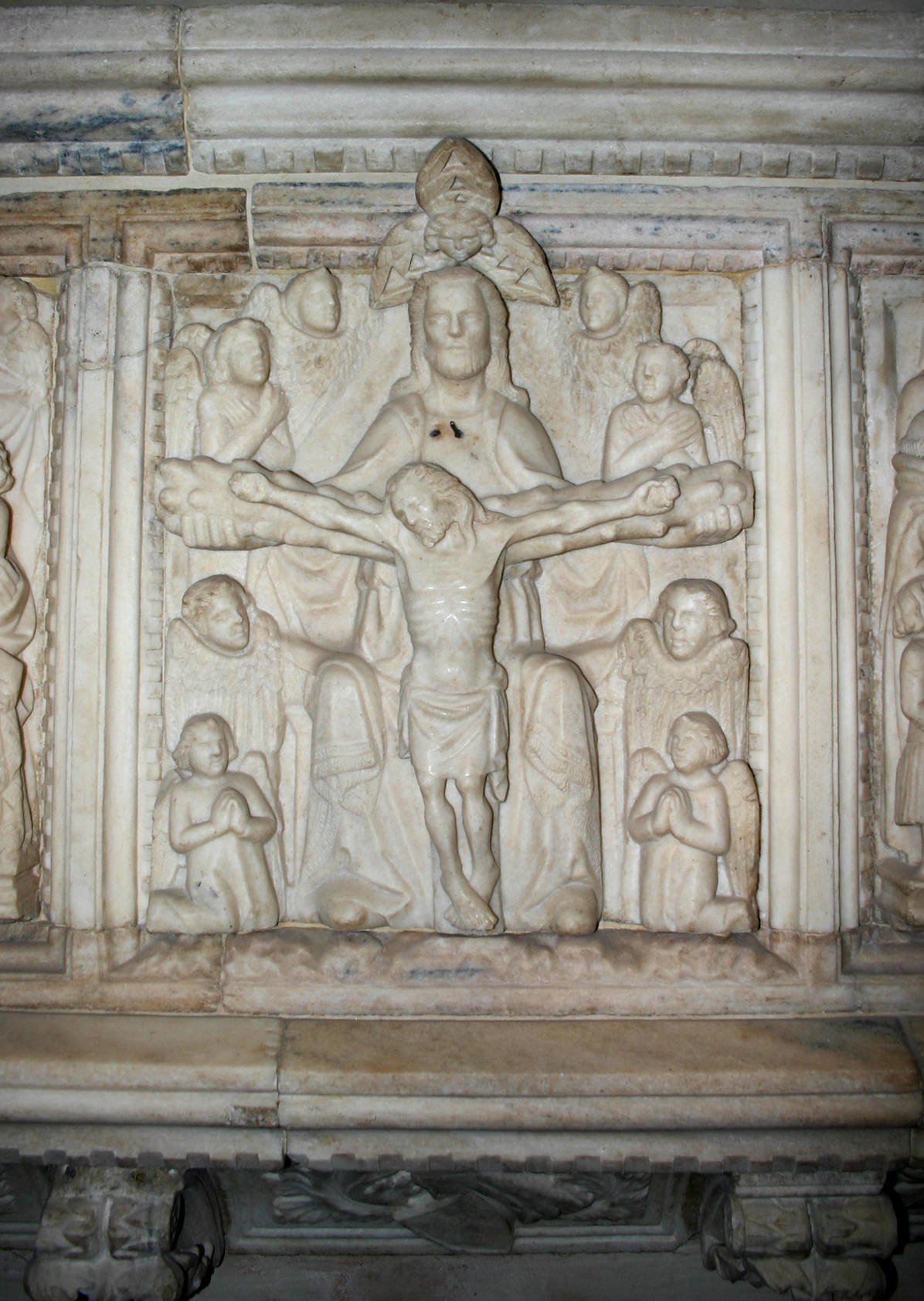
Anónimo campionense del siglo XIV, Arca di Martino Aliprandi, iglesia de San Marcos de Milán.
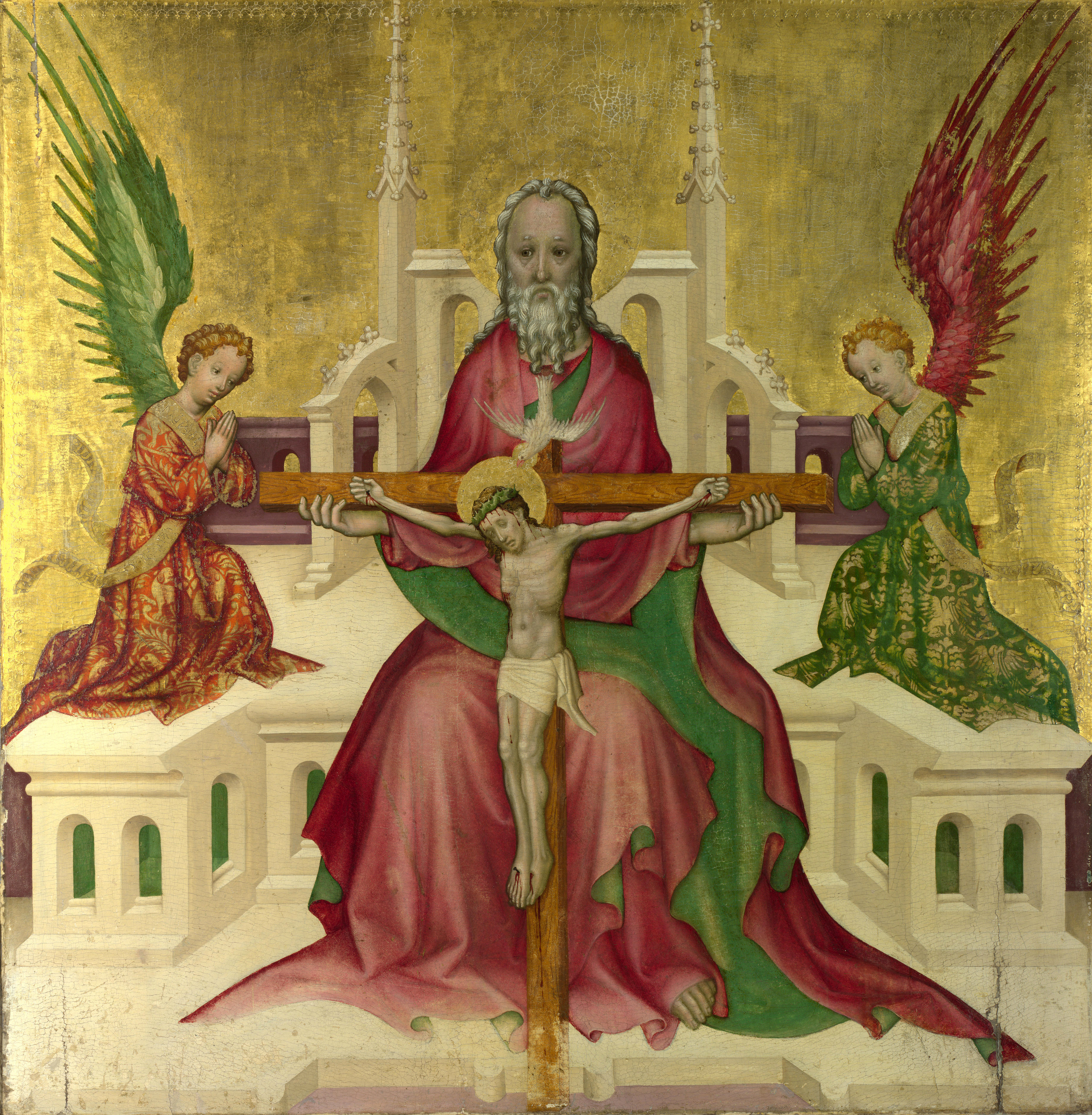
Anónimo austriaco de comienzos del siglo XV, National Gallery, Londres.
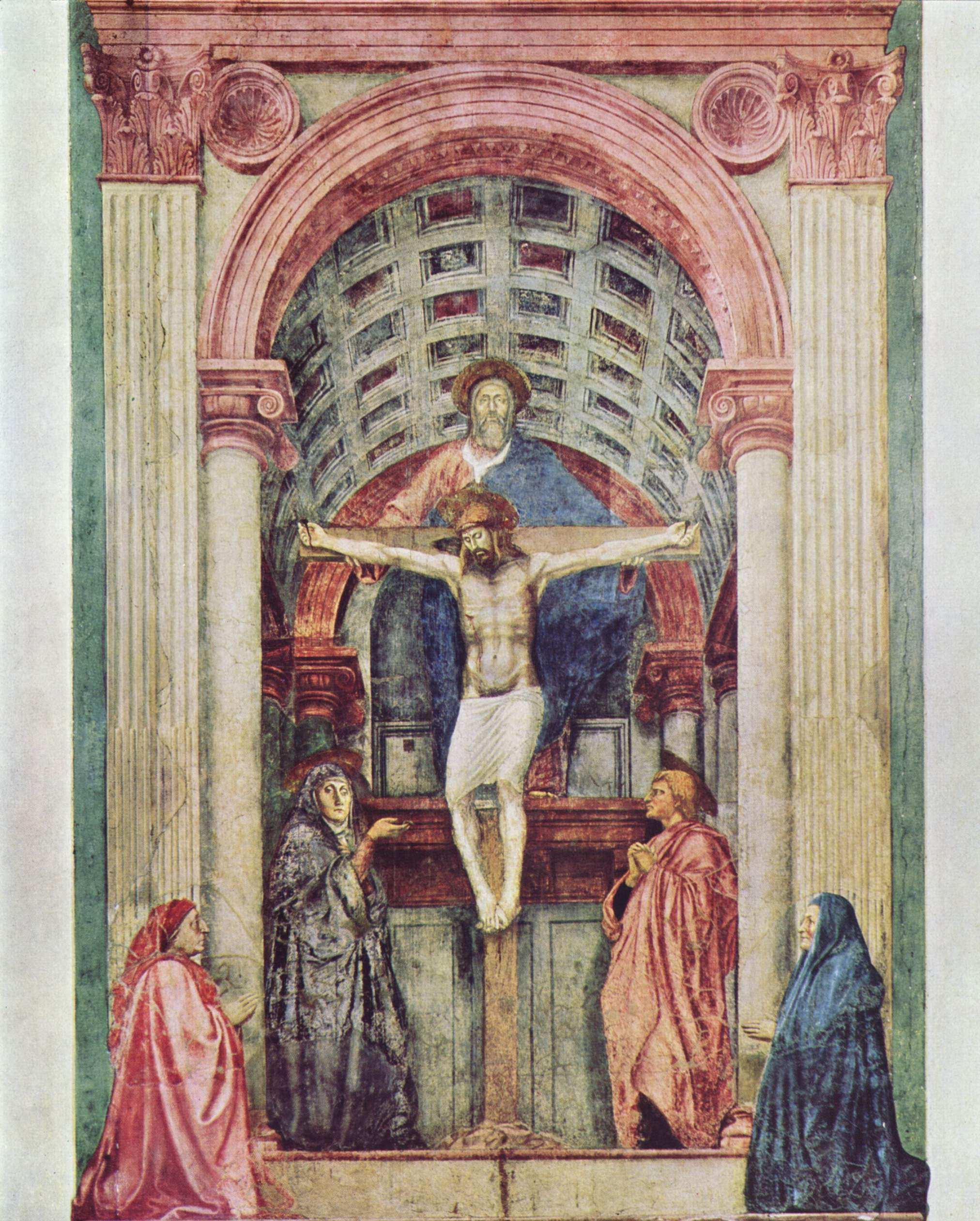
Trinidad (Masaccio), fresco, 1426-28, Santa Maria Novella, Florencia.
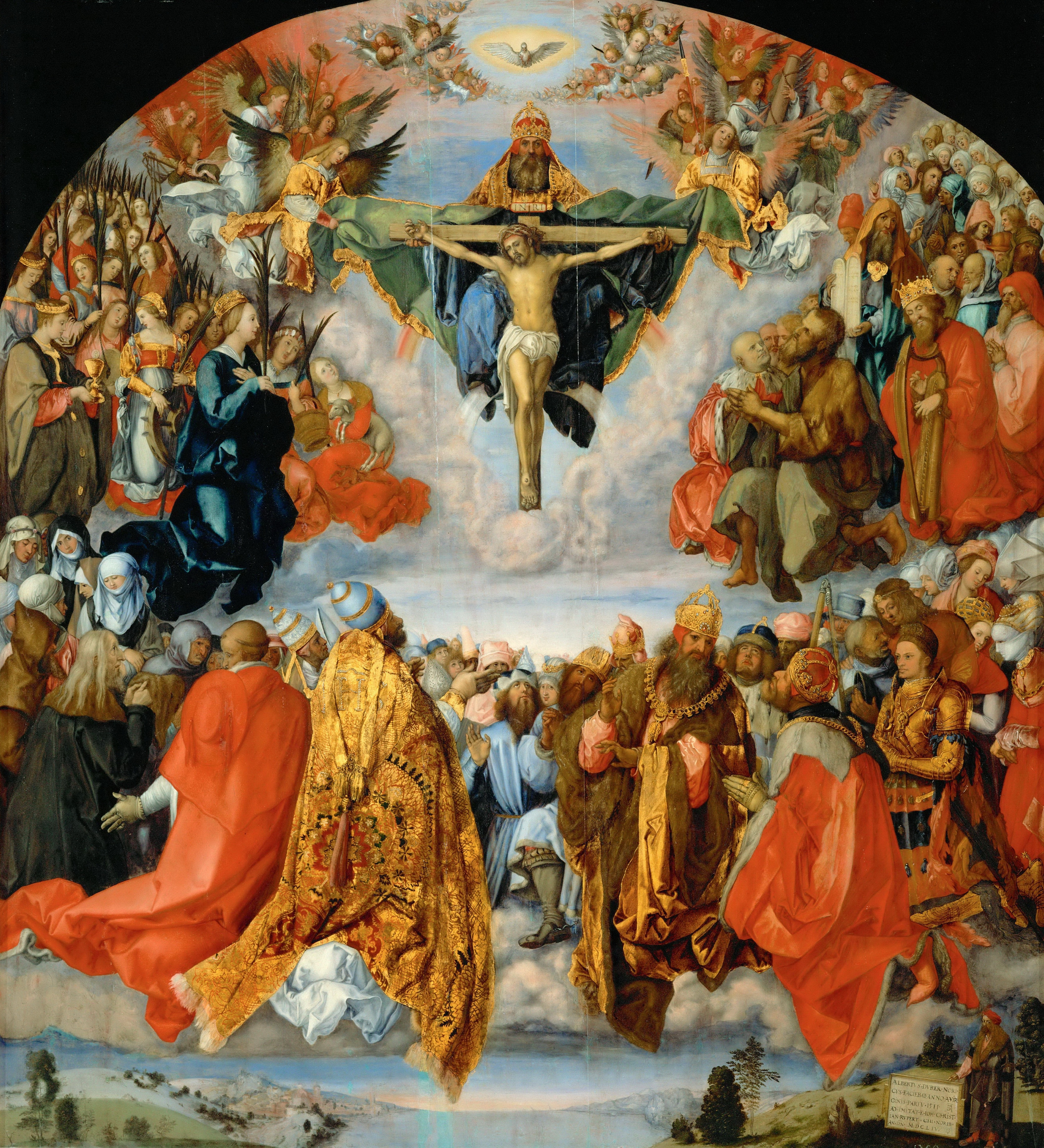
Alberto Durero, Adoración de la Santísima Trinidad, 1511.
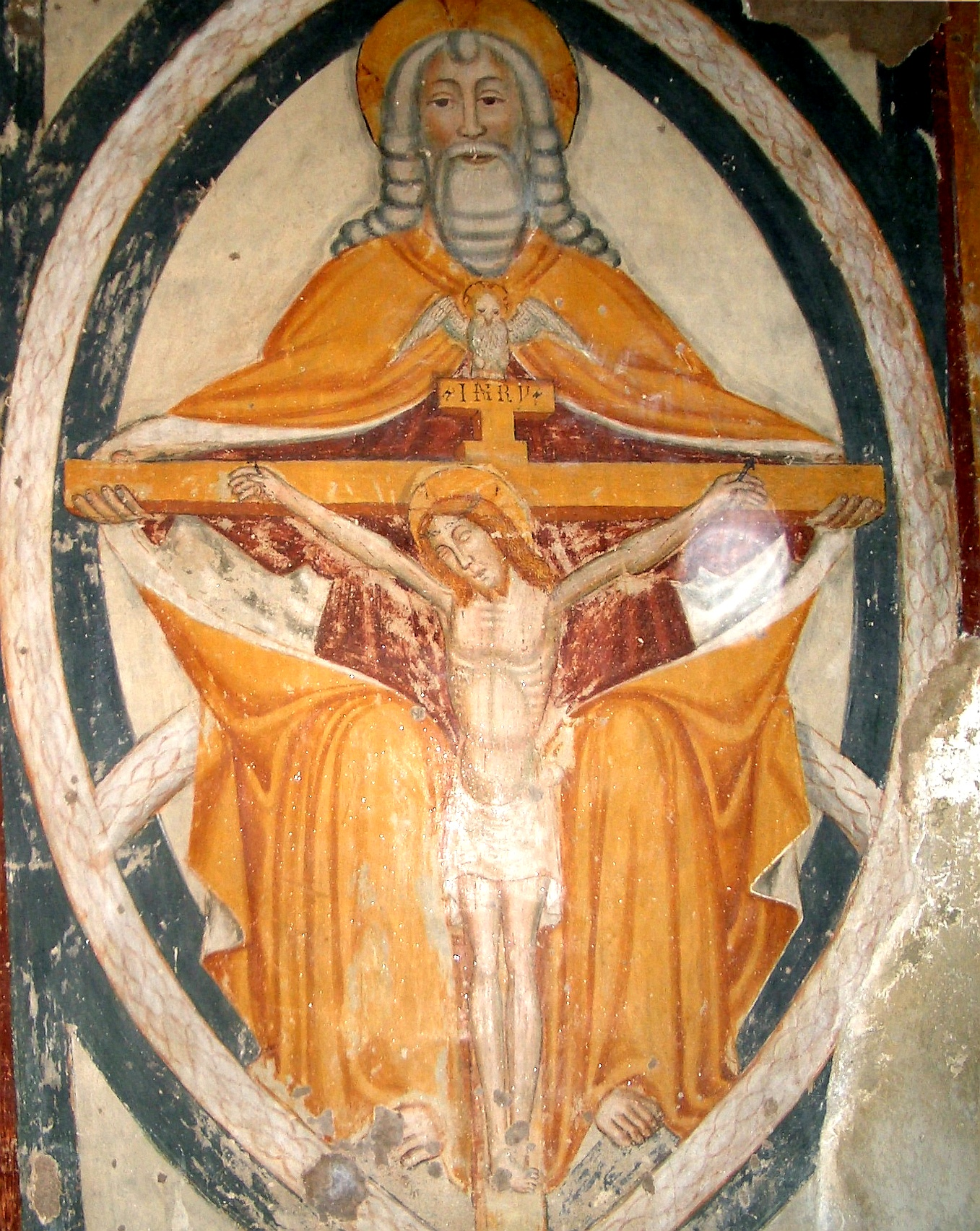
Anónimo del siglo XV, capilla del Castillo Avogadro de Quinto Vercellese.
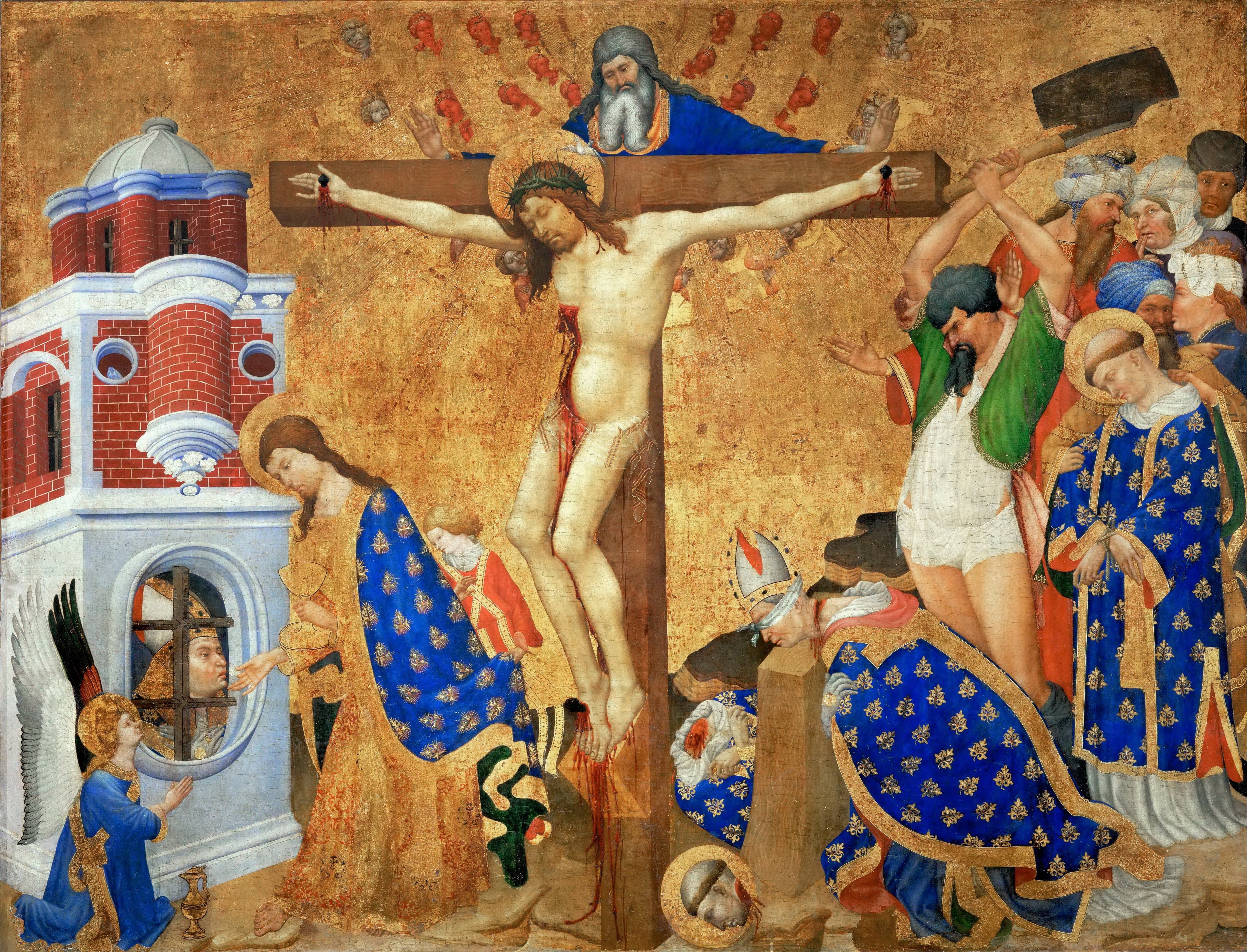
Henri Bellechose, Trinidad con la historia de San Dionisio, antes de 1416, Musée du Louvre, París.

### Trinidad con Cristo muerto

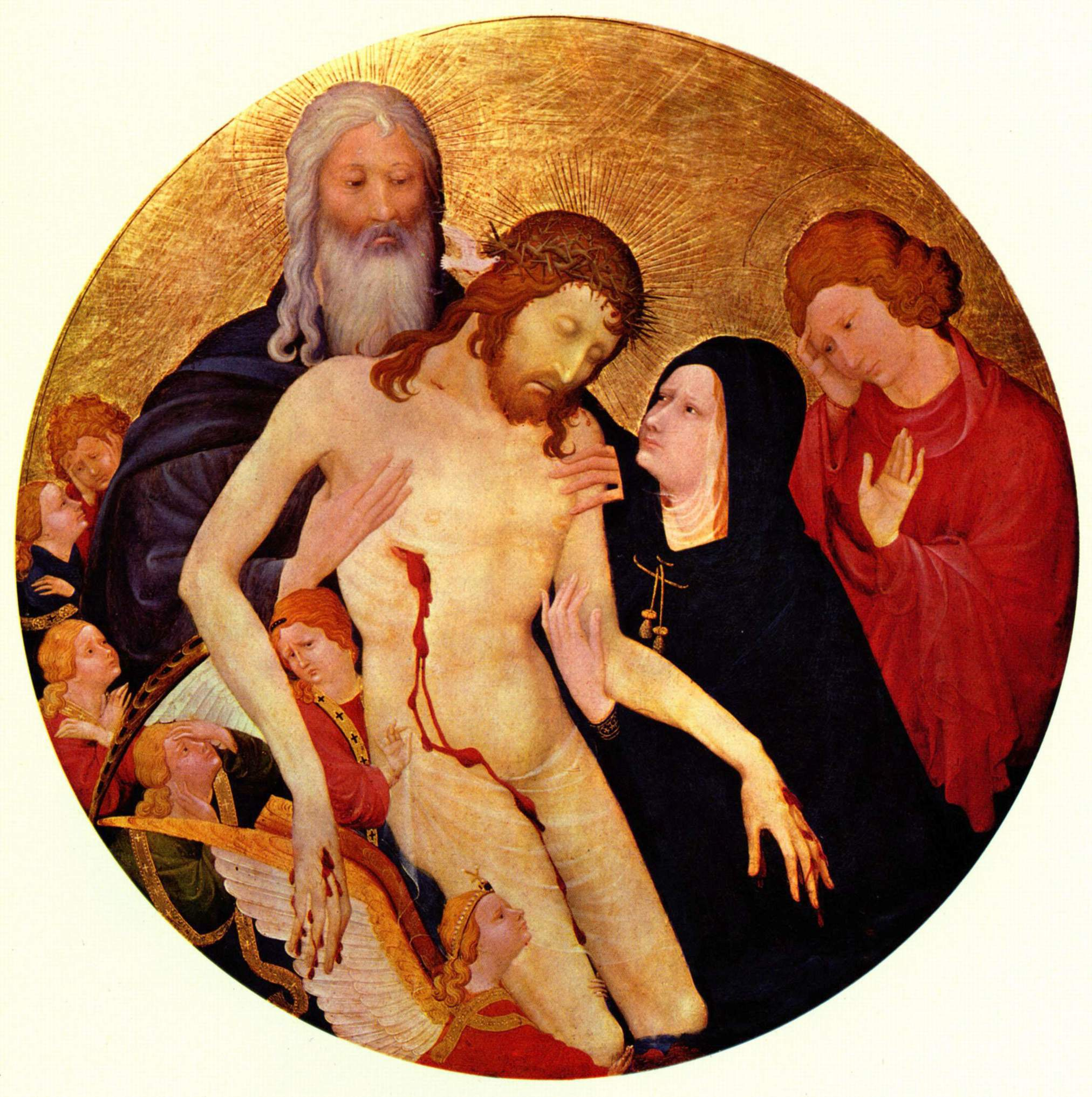
Jean Malouel, Grande tondo della Pietà, ca. 1400, Louvre.
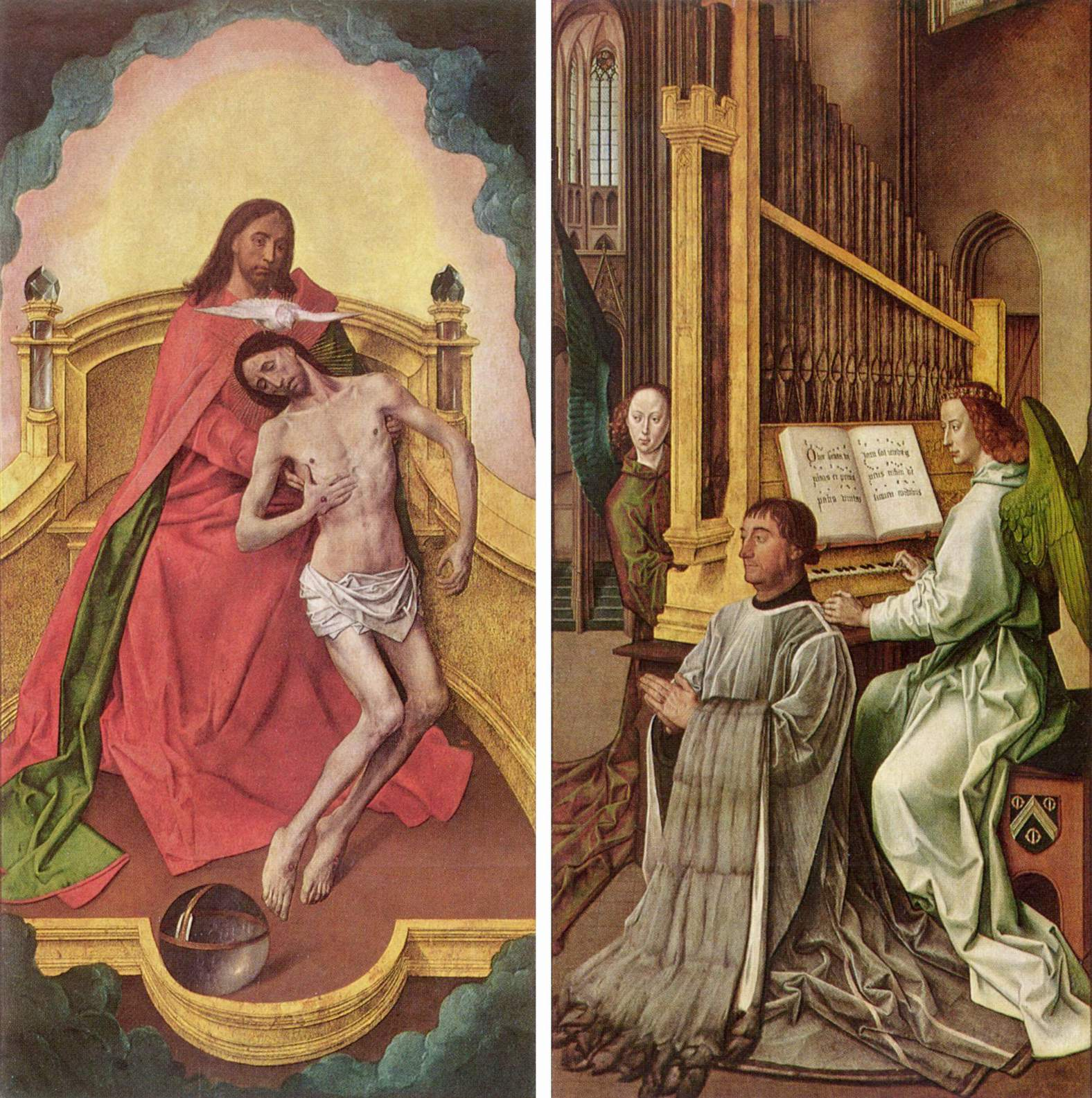
Hugo van der Goes, Retablo de la Trinidad, óleo sobre tabla, ca. 1480, National Gallery of Scotland, Edimburgo.
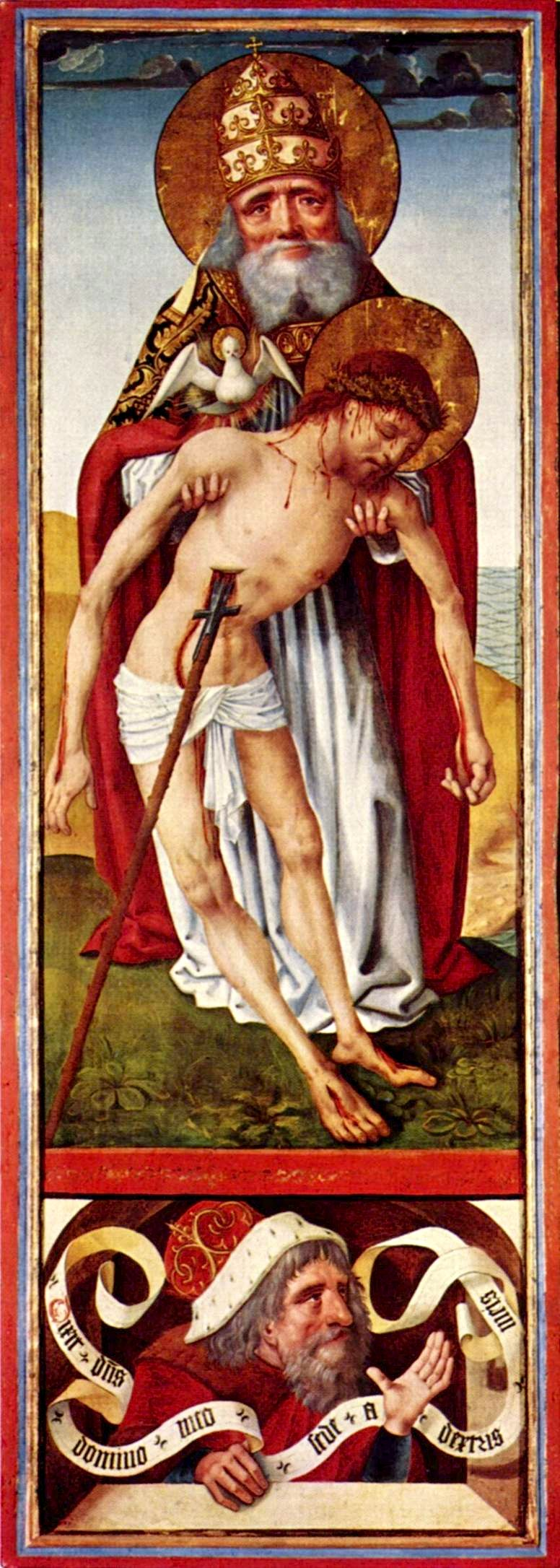
Bernt Notke, Johannesaltar der Schonenfahrer, tabla, ca. 1475, Sankt-Annen-Museum, Lübeck.
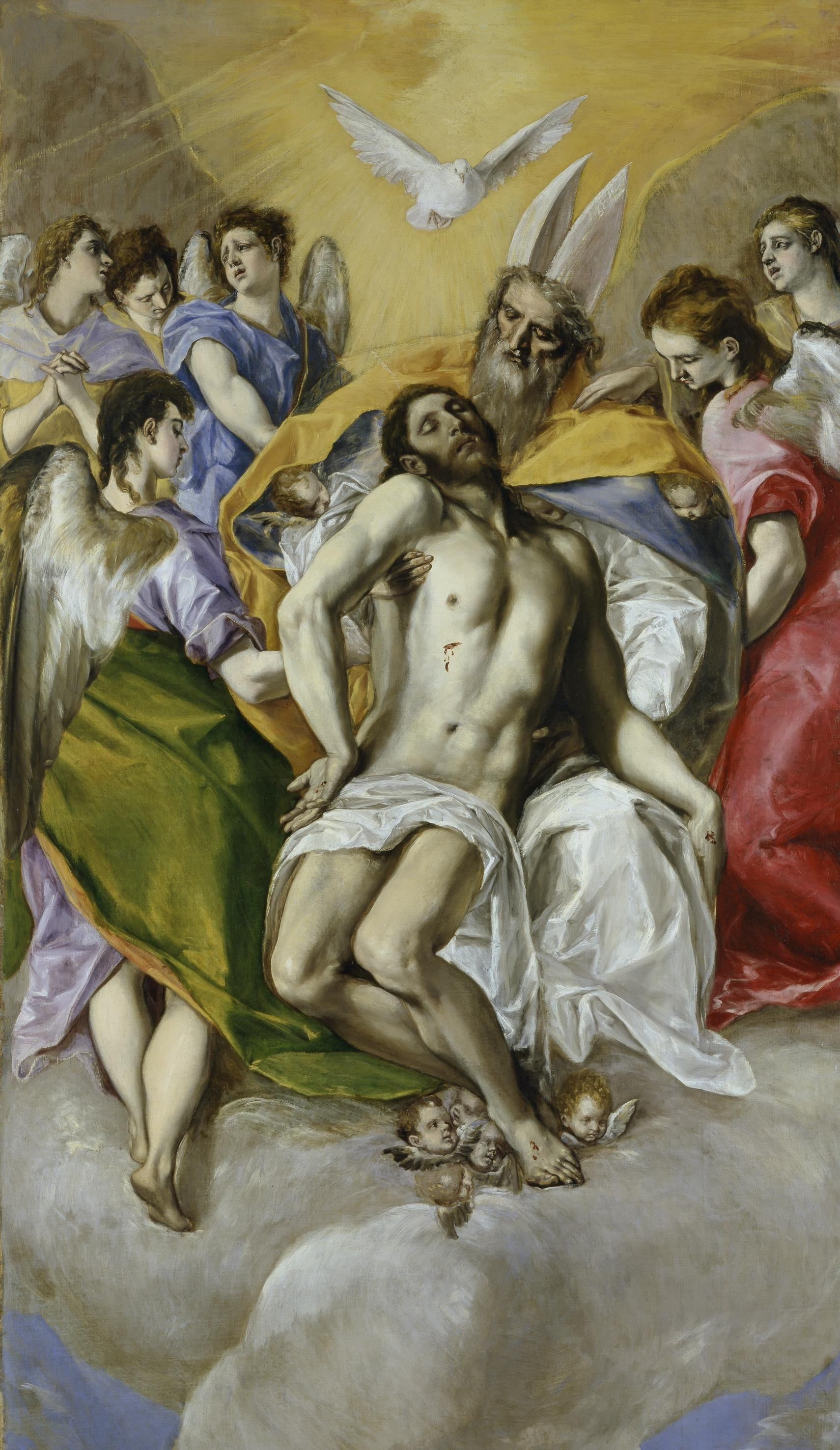
La Trinidad (El Greco), óleo sobre tela, 1577, Museo del Prado, Madrid
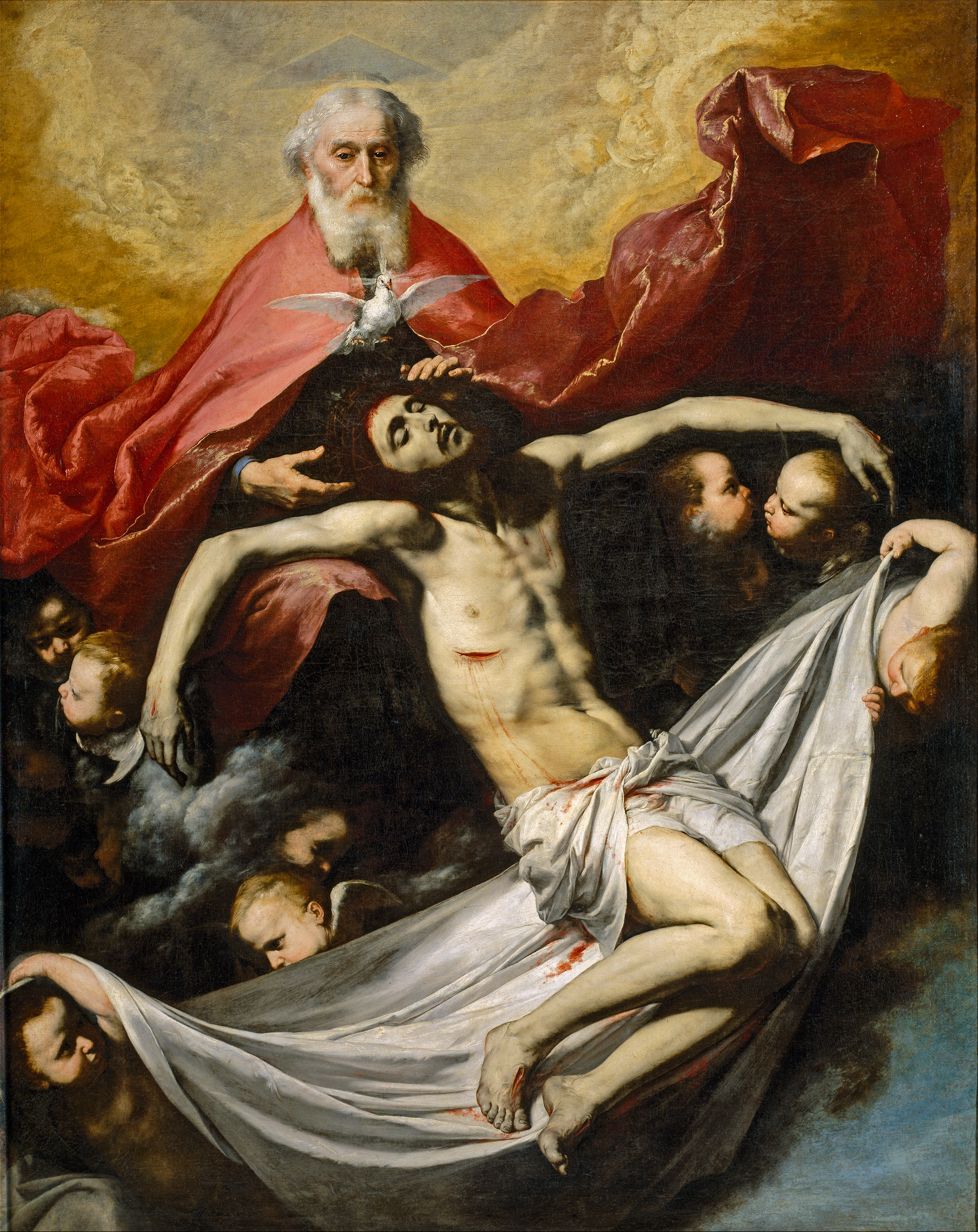
José de Ribera, Trinidad, óleo sobre tela, ca. 1635-1636, Prado.
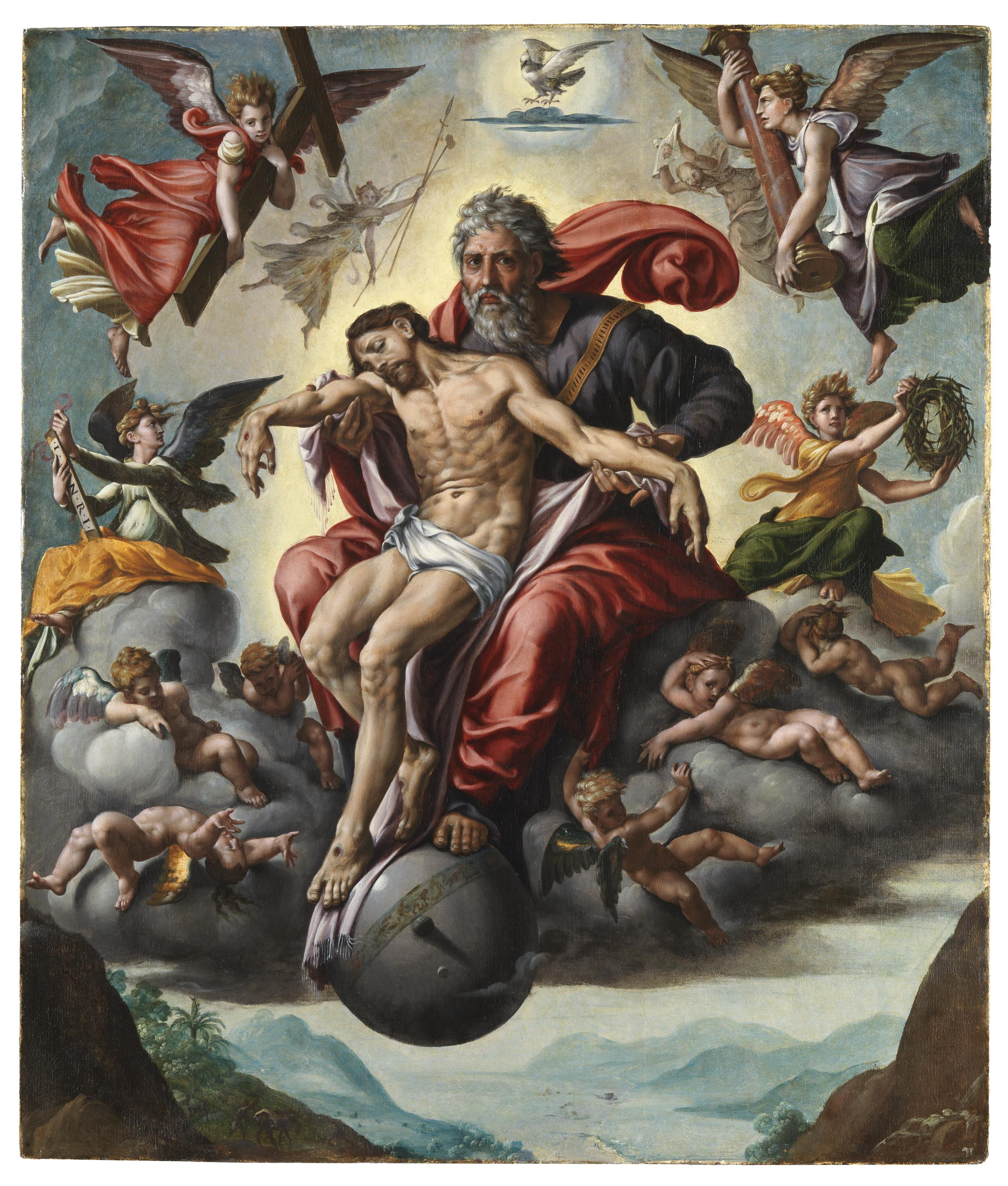
Jan Cornelisz Vermeyen, Trinidad, Prado.

### Coronación de la Virgen

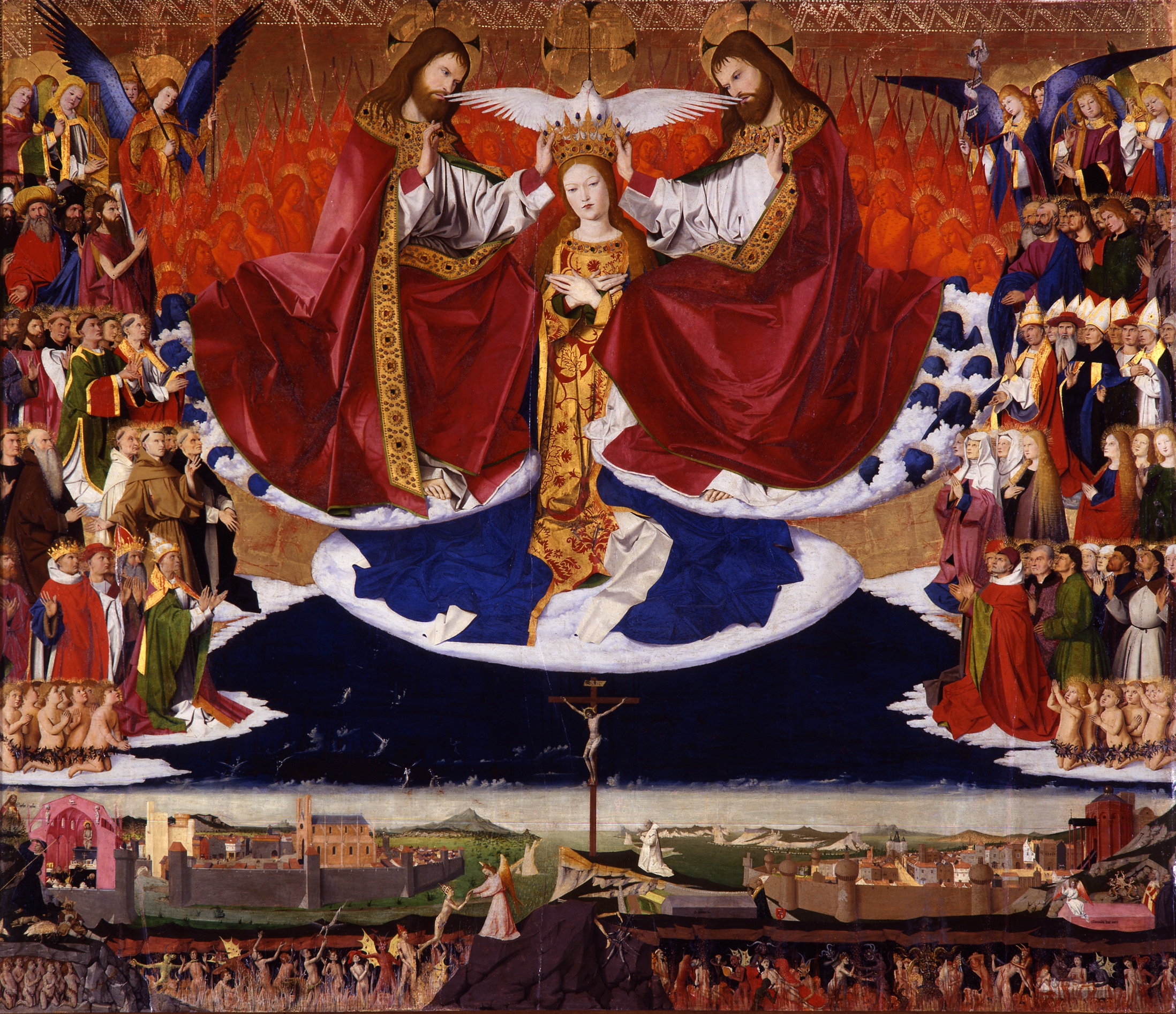
Enguerrand Quarton, temple sobre tabla, 1454, Villeneuve-lès-Avignon, Hospital-Museum
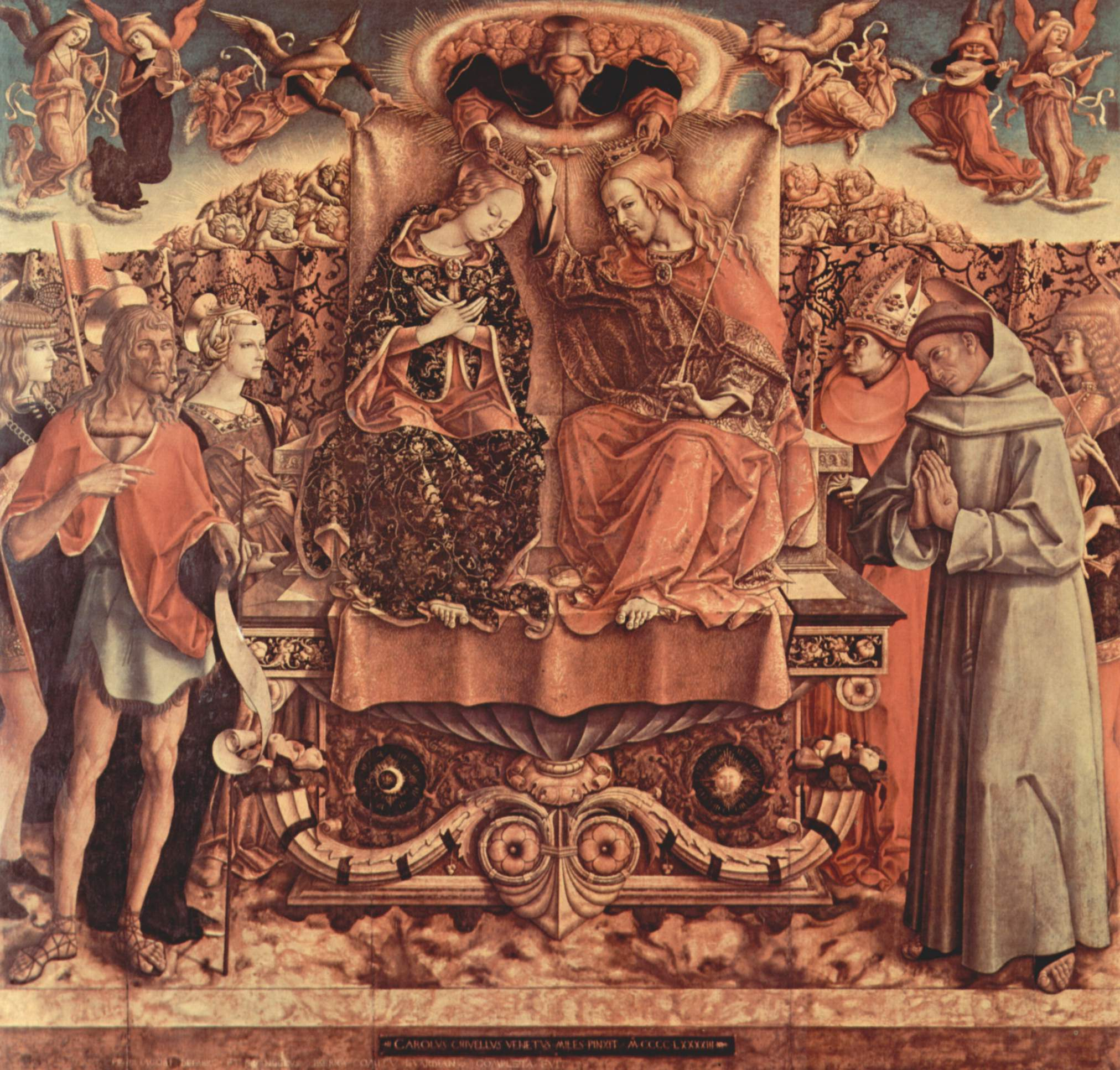
Carlo Crivelli, temple sobre tabla, 1493,Pinacoteca di Brera, Milán.
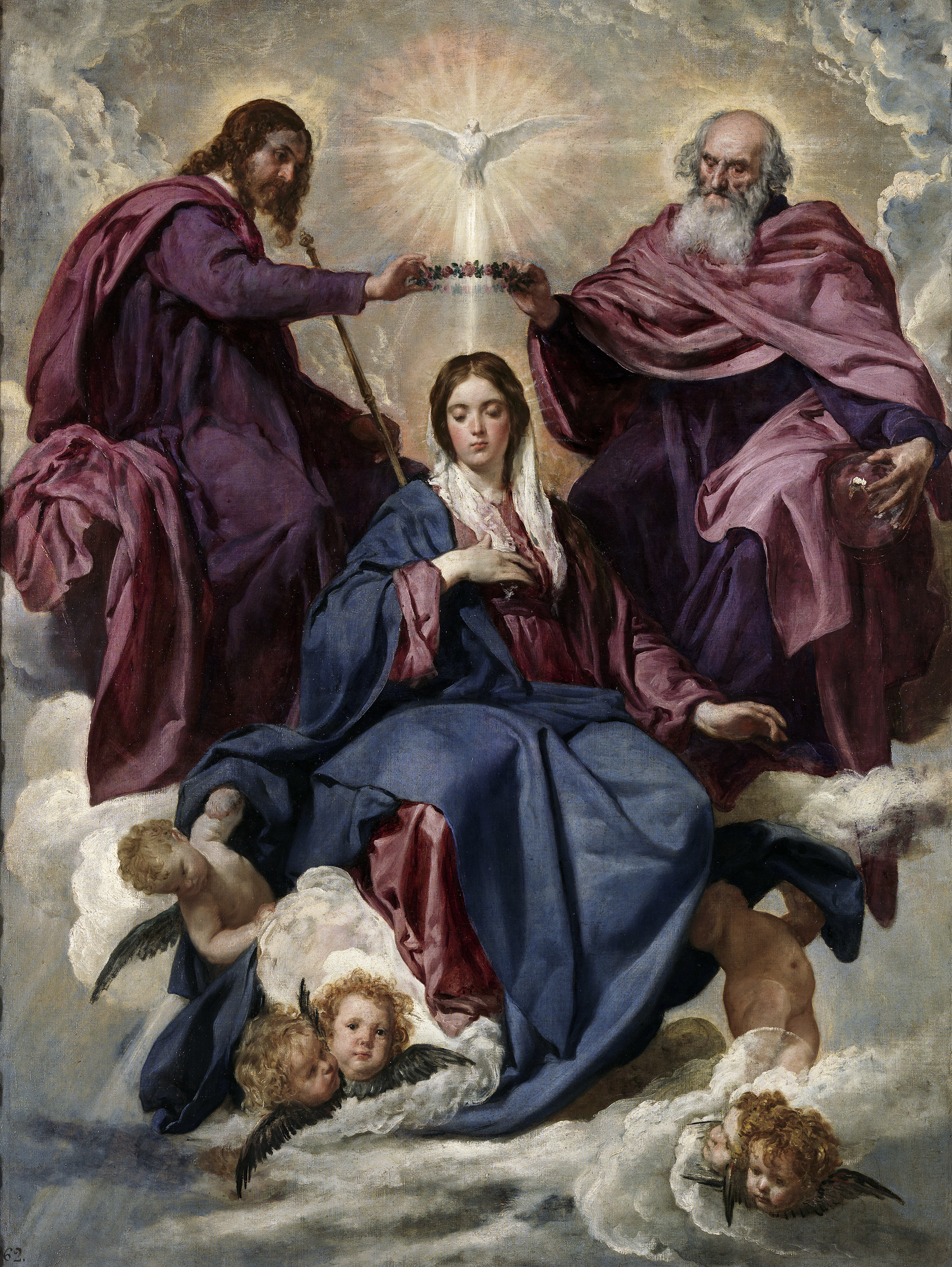
Diego Velázquez, óleo sobre tela, ca. 1645, Museo del Prado, Madrid.
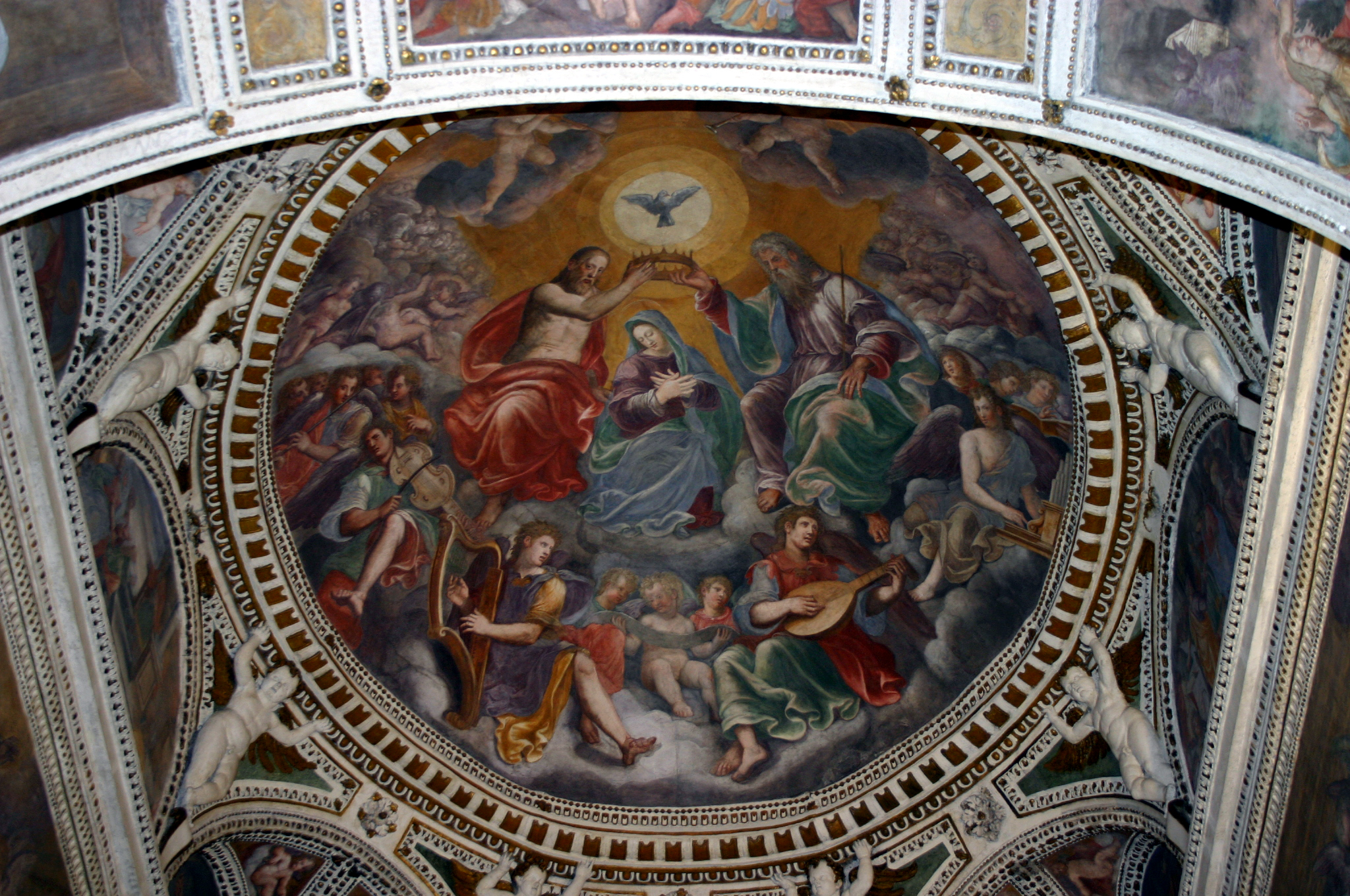
Ottavio Semino, iglesia del Santo Ángel de Milán.

### Doble Trinidad
Singular iconográficamente es la Doble Trinidad o Trinidad celestial y Trinidad terrena, como la de Bartolomé Esteban Murillo (1681-1682), donde se representa el episodio evangélico de Jesús, niño, perdido en Jerusalén, en el momento de ser encontrado por María y José debatiendo con los doctores del Templo. La Sagrada Familia compone una "Trinidad terrena", mientras que en un rompimiento de gloria asisten a la escena Dios Padre y el Espíritu Santo (que con el propio Jesús compoenen la "Trinidad celestial").

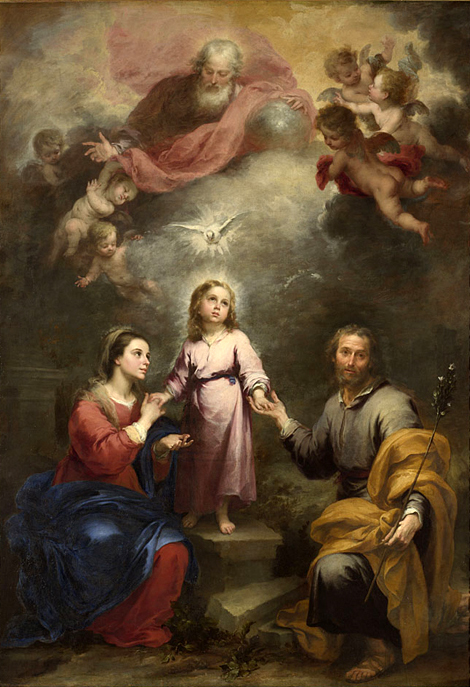
Murillo, Doble Trinidad, 1681-1682), National Gallery, Londres.
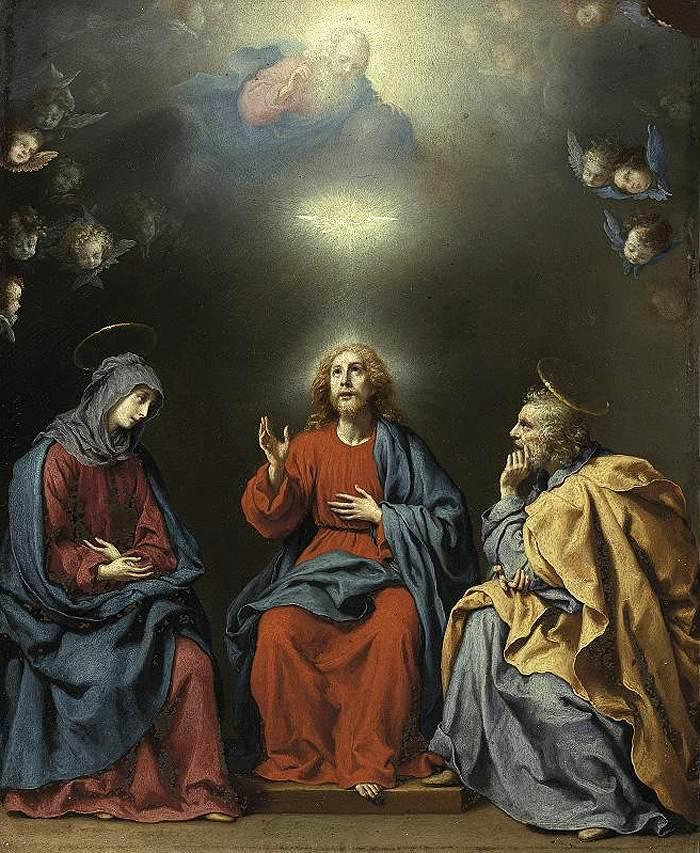
Carlo Dolci, Sagrada Familia con Dios Padre y el Espíritu Santo, ca. 1630, de composición similar a la obra de Murillo, pero con Cristo adulto.
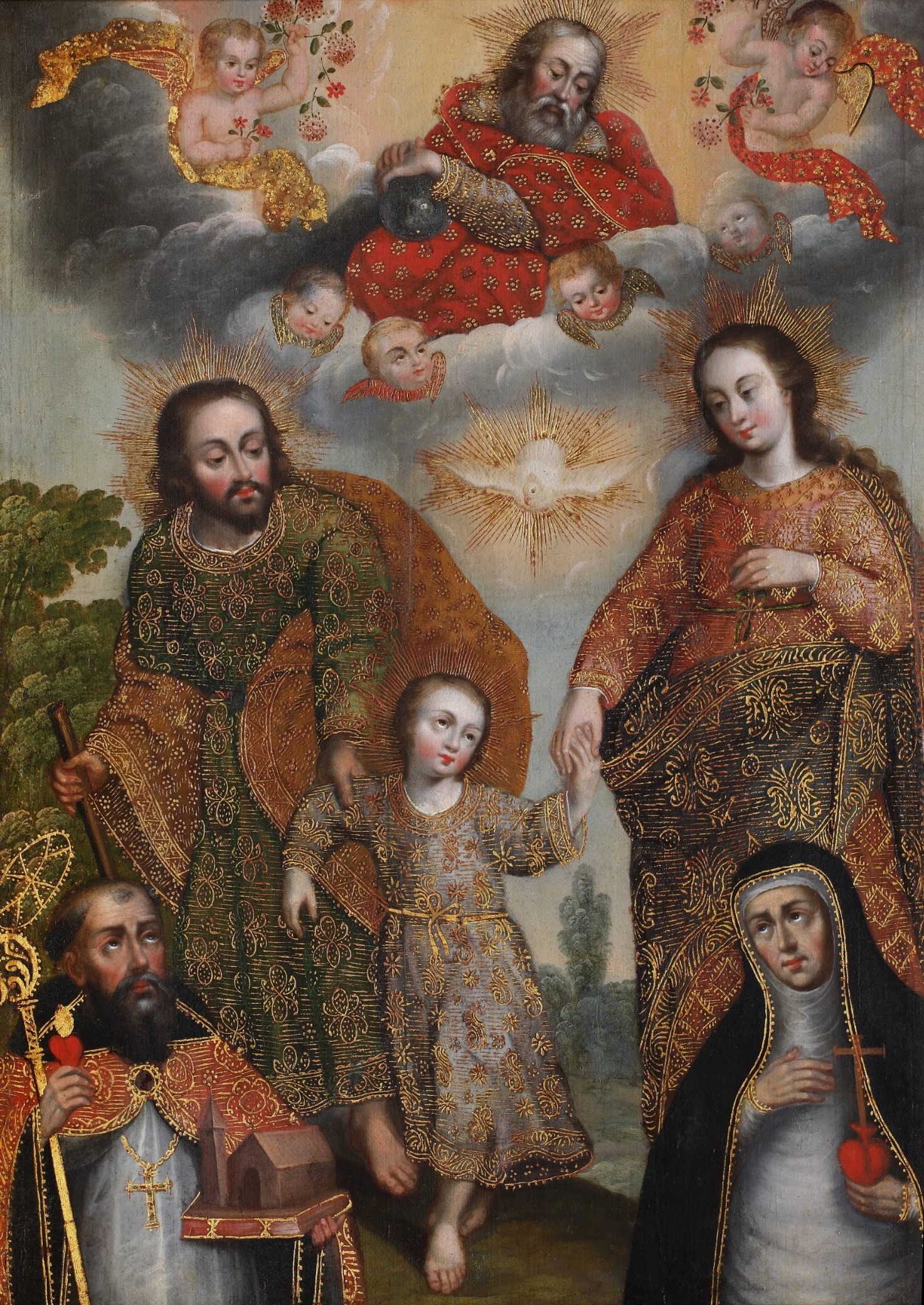
Anónimo de la escuela cuzqueña, Doble Trinidad con San Agustín y Santa Catalina de Siena, ca. 1700-1730.

### Otras imágenes
Una variante insólita del Thronum Gratiae está contenida en el grandioso retablo mayor de la Cartuja de Miraflores (Burgos), de Gil de Siloé (1496-1499). En el complejo aparato iconográfico que se despliega en el retablo, la Trinidad ocupa el espacio central, en torno a una gran corona de ángeles. A los lados de un gran Cristo Crucificado, sosteniendo el travesaño de la cruz, están Dios Padre, con una amplia capa pluvial y coronado con tiara pontificia, y el Espíritu santo, representado por un joven con corona imperial, vestido con túnica y estola. La propia cruz delimita cuatro espacios donde se desarrollan escenas de la Pasión. 
Rafael dedicó una de las estancias del Vaticano, la Stanza delle Segnature, al tema de La disputa del Sacramento (1509), que se enfrenta en la pared opuesta a La escuela de Atenas. En sigue un preciso programa teológico, con una representación rigurosamente "vertical" de las figura de Padre, Hijo y Espíritu Santo, rodeados de los bienaventurados. La línea vertical que une idealmente las tres figuras tiene como punto focal la hostia consagrada en el altar, en torno del cual se desarrolla la disputa teológica. Se traduce así en imágenes la afirmación dogmática denominada filioque (el Espíritu Santo procede del Padre y del Hijo) y la presencia real de Cristo en la eucaristía.
|  |  |